# 한국철도공사 311000호대 · 312000호대 전동차
한국철도공사 311000호대·312000호대 전동차는 경부선, 경인선 복복선화로 인한 수요 증가 및 기존 한국철도공사 1000호대 전동차의 폐차로 인한 교체의 일환으로 도입된 한국철도공사의 통근형 전동차 차량이다. 2011년 3월까지 5000호대 차호를 사용했으나, 2011년 4월부터 같은 해 10월까지 311000호대로 개정됐으며, 기존 311000호대의 차량 편성이 완전히 포화 상태에 이른 관계로 2016년 8월 반입분부터 312000호대의 차량번호를 부여받아 반입되고 있다.

## 기술적 사양

### 제어기기
1개의 제어장치가 4개의 모터를 제어한 1C4M 방식을 채택하였다. 기존 한국철도공사 1000호대 전동차에 비하여 출력을 높여 전력차의 비율을 줄였으며, 동시에 회생제동을 채용하여 에너지 절약 및 검수 편의를 도모하고 있다. 기본적으로 도시바의 제품을 사용하고 있으며, 이후 우진산전에서 라이센스 생산하던 제어 장치를 사용하고 있다. 1세대 차량은 신칸센 500계 전동차에서 사용하던 강제 냉각 방식의 MCK01C형 주변환장치를 채택하였고, 1세대 이후의 차량은 히트파이프에 의한 자연 냉각 방식의 COVO52-A0형 주변환장치를 채택하였다. 일부 1세대 차량의 경우 주변환장치는 COVO52-A0로 교체되었으나, 견인전동기는 기존의 것 그대로이므로 스위칭 가청주파수 영역을 벗어난 고속 영역에선 기존 모터 소리가 들린다. 한국철도공사 311000호대 · 312000호대 전동차는 서울교통공사가 운영 중인 직류 구간과 한국철도공사가 운영 중인 교류 구간을 모두 운행하던 전동차이기 때문에 모든 차량이 교직겸용차로 운영되고 있다.

### 차체 및대차

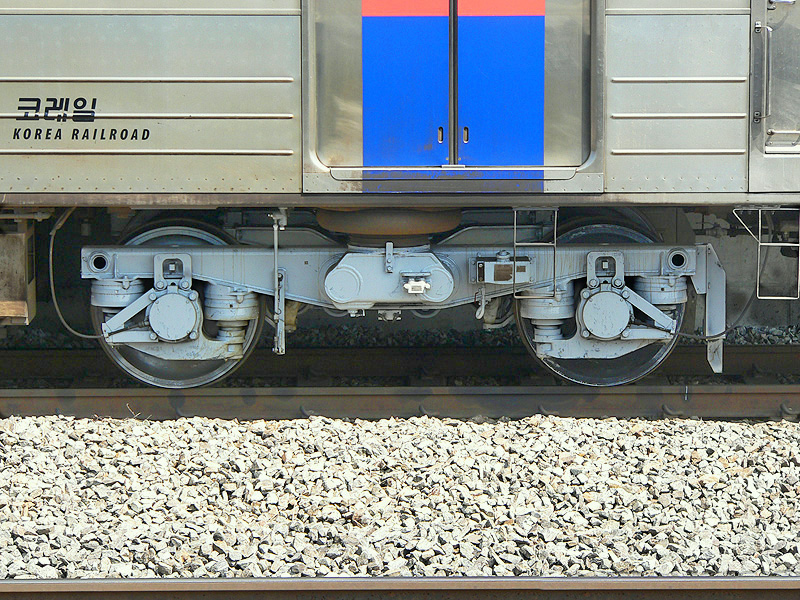
대차의 모습

차체엔 STS301L를 사용한 경량 고장력 스테인레스 스틸 무도장 차체를 사용하고 있으며, 대차는 1차 현가장치에 코니컬 고무스프링, 2차 현가장치에 에어스프링을 사용한 에어스프링 볼스터리스 대차 방식을 채택해 승차감 향상과 경량화를 이루었다. 제동장치는 응답성이 빠르고 전기제동과의 조화가 양호한 HRDA형 전기지령식 제동을 사용하고 있다.

### 실내 설비
도입 초기엔 아이보리 색 계통의 색상 구성과 전형적인 모켓 롱 시트로 이루어졌다. 이후 불연 내장재 교체가 시행되며 파란색과 흰색 등을 사용하여 보다 시원한 계열의 색상 구성을 사용하게 되었고, 시트는 유리 섬유(그라스울) 시트를 사용했다. 객실 천장엔 31101~31182편성은 LED 전광판이, 31183~31256편성은 LCD TV를 사용하던 승객 안내 장치가 설치되었으며, 냉방은 기존의 한국철도공사 1000호대 전동차보다 냉방출력을 강화한 준집중 형식으로 제작되었다. 1998년에 도입된 2차 도입분인 31128~31141편성은 1, 10호차 통로문 왼쪽에 휠체어·유모차 공간이 설비되어 있다. 이에 따라 31107~31127편성은 1, 10호차에 3인석 노약자, 장애인, 임산부 전용 좌석을 제거하여 휠체어·유모차 공간을 마련했다.

### 승무 설비
수도권 전철 4호선, 수도권 전철 수인분당선에서 운행 중인 한국철도공사 341000호대 전동차, 한국철도공사 351000호대 전동차와 유사하나 ATC 관련 장비는 빠져 있으며, 정차역을 오인, 통과하는 경우가 있어 이를 방지하기 위한 정차역 자동 통보 장치를 장비하고 있다. 최초 도입부터 TGIS 모니터를 컬러 모니터로 갖추었으며, 2004년 불연 내장재 개조 이후부터는 서비스 기기 조작을 TGIS와 연계하여 자동화했다. 승무기기는 31101~31182편성은 투핸들 방식을, 31183~31256편성은 원핸들 방식을 채택하였으며, 운전 경계 장치를 갖추고 있다. 또한, 절연 구간을 통과할 때 지상 장비를 통하여 경고 방송을 수신하도록 되어 있으며, 2006년부터는 전 차량의 차장용 출입문 조작장치를 기존의 기계식에서 전자식으로 교체했다.

### 편성
편성은 집전장치와 주변압기, 제어기기, 전동기가 탑재된 M'차, 제어기기와 전동기만 탑재된 M차, 그리고 보조전원장치와 공기압축기, 축전지, 제어실 등을 갖춘 Tc차와 제어실이 없는 T1, 아무 기기도 탑재되지 않은 T차로 구성되어 있다.
|                                              |                                              | ◇◇              |                 | ◇◇              |                 |                 |                 | ◇◇              |                                                                    |  |
| 31X0XX                                       | 31X1XX                                       | 31X2XX          | 31X3XX          | 31X4XX          | 31X5XX          | 31X6XX          | 31X7XX          | 31X8XX          | 31X9XX                                                             |  |
| (50XX)                                       | (52XX)                                       | (53XX)          | (58XX)          | (55XX)          | (54XX)          | (59XX)          | (56XX)          | (57XX)          | (51XX)                                                             |  |
| Tc                                           | M                                            | M'              | T               | M'              | T1              | T               | M               | M'              | Tc                                                                 |  |
| ←인천 급행(인천)/서동탄/천안 급행(천안)/신창 | ←인천 급행(인천)/서동탄/천안 급행(천안)/신창 | ※XX는 편성 번호 | ※XX는 편성 번호 | ※XX는 편성 번호 | ※XX는 편성 번호 | ※XX는 편성 번호 | ※XX는 편성 번호 | ※XX는 편성 번호 | 청량리 급행(청량리)/광운대역/의정부/양주/동두천 급행(동두천)/연천→ |  |

| 객차번호     | 설치된 전장품                                    |
| ------------ | ------------------------------------------------ |
| 31X0XX(50XX) | Tc(SIV, 공기압축기, 축전지)                      |
| 31X1XX(52XX) | M(주변환장치, 견인전동기)                        |
| 31X2XX(53XX) | M'(팬터그래프, 주변압기, 주변환장치, 견인전동기) |
| 31X3XX(58XX) | T(무동력객차)                                    |
| 31X4XX(55XX) | M'(팬터그래프, 주변압기, 주변환장치, 견인전동기) |
| 31X5XX(54XX) | T1(SIV, 공기압축기, 축전지)                      |
| 31X6XX(59XX) | T(무동력객차)                                    |
| 31X7XX(56XX) | M(주변환장치, 견인전동기)                        |
| 31X8XX(57XX) | M'(팬터그래프, 주변압기, 주변환장치, 견인전동기) |
| 31X9XX(51XX) | Tc(SIV, 공기압축기, 축전지)                      |

## 배속
이문차량기지, 구로차량기지, 병점차량기지에 배속되어 있으며, 중정비는 이문차량기지와 수도권 전철 4호선의 시흥차량기지 또는 수도권 전철 경의중앙선의 문산차량기지에서 진행한다.
- 31124, 31171~31182, 31216~31229편성: 이문차량기지, 10량
- 31132, 31135~31138, 31142~31159, 31183~31190, 31192~31215, 31241~31256편성: 구로차량기지, 10량
- 31160~31170, 31230~31240편성: 병점차량기지, 10량

## 도입 역사
최초 도입분은 수도권 전철 4호선, 수도권 전철 수인·분당선에서 운행 중인 한국철도공사 341000호대 전동차, 한국철도공사 351000호대 전동차를 기초로 제작됐으며, 이후 여러 설비를 변경하여 총 12차례에 걸쳐 도입된 차량이다. 전두부 형상을 기준으로 크게 4세대로 나뉜다.

### 1세대
흔히 납작이라고 부르며 31101~31141편성과 한국철도공사 319000호대 전동차 중 31906~31907편성(도입 당시 501~542편성)이 이에 해당된다. 1996년 3월부터 1998년 8월까지 현대정공 창원공장과 대우중공업 의왕공장에서 제작되어 1996년 3월부터 1998년 8월까지 반입된 차량이다.
1차 도입분 (1996년 3월~10월)
2차 도입분 (1997년 1월~8월)
제작사: 현대정공
1차 도입분은 1997년 6월 25일 경인선 증차분인 31101~31106(당시 501~506)편성이, 2차 도입분은 1999년 1월 29일 부평~구로 복복선 개통분인 31107~31127(당시 507~528)편성과 한국철도공사 319000호대 전동차 중 31906~31907(당시 519)편성이 해당된다. 초창기에 반입된 31101~31106(당시 501~506)편성은 오랜 기간 시운전을 거쳐  1997년 5월에서야 정식으로 영업운전에 투입된 차량이다. 31101~31106편성은 출입문과 통로문 문양이 이전 차량들과 같은 부식무늬로, 한국철도공사 1000호대 전동차, 한국철도공사 341000호대 전동차 1세대, 한국철도공사 351000호대 전동차 1세대와 사양이 유사하며, 출입문이 닫힐 때 경고음이 울리지 않았다. 현재 31101~31102편성은 한국철도공사 341000호대 전동차 중 일부 편성의 노후화로 인해 현재 한국철도공사 341000호대 전동차 중 일부 편성에 투입되어 운행했고, 2022년 2월을 끝으로 내구 연한 만료로 휴차되어 2022년 11월에 반출이 완료된 상태이다. 2차 도입분부턴 출입문과 통로문 문양이 철도청 로고(역삼각) 무늬로 변경되었으며, 출입문이 닫힐 때 경고음이 울리고 있다. 그리고 모든 편성이 2014년~2017년에 걸쳐 스피커가 개량되어 1차 도입분은 경고음이 추가되고, 2차 도입분은 경고음이 개선되기도 하였다. 반입 당시 도색은 청록색과 노란색 조합(대한민국 철도청 색상)을 사용하였으나, 2004년 불연 내장재 개조가 이루어지며 현재의 빨간색, 군청색 조합 도색으로 재도색이 이루어졌다.
3차 도입분 (1998년 2월~8월)
제작사: 대우중공업
31128~31141(당시 기준 529~542)편성은 1974년 4월에 도입됐던 한국철도공사 1000호대 전동차의 폐차를 위하여 도입된 차량으로, 1호차와 10호차에 휠체어 공간이 추가되었으며, 객실 안내 전광판의 수가 기존 1개에서 2개로 늘어났다.
기타
당시 519편성(현재 말소)은 2007년 5월 12일에 일어난 경부선 영등포역 추돌사고로 2량 폐차 후 한국철도공사 319000호대 전동차 중 31906~31907편성으로 개조된 차량이다. 31124~31125편성(당시 525~526편성)은 대한민국 철도청 5000호대 디젤 기관차와 차량 번호가 중복된 관계로 555~556편성으로 도입된 후 해당 기관차의 폐차로 인한 차적 삭제로 정상적인 편성 번호로 변경됐으며, 31116, 31135, 31137~31141편성의 주변환장치가 VVVF-GTO에서 VVVF-IGBT로 교체되었다. 또한 31137편성(당시 기준 538편성)은 시범적으로 코모넷 사의 차내방송 시스템이 설치되었으나, 현재는 철거되어 없어졌다. 31139~31141편성은 한국철도공사 1000호대 전동차의 2세대형 부수객차를 개조한 T차 5량이 편입되어 운행됐으나, 노후화로 인해 341602, 311302, 311602, 341304, 341604호 등으로 바뀌었다.

### 2세대
4차 도입분 (2002년 1월~6월)
5차 도입분 (2002년 7월~2003년 4월)
6차 도입분 (2004년 7월~8월)
제작사: 주식회사 로템

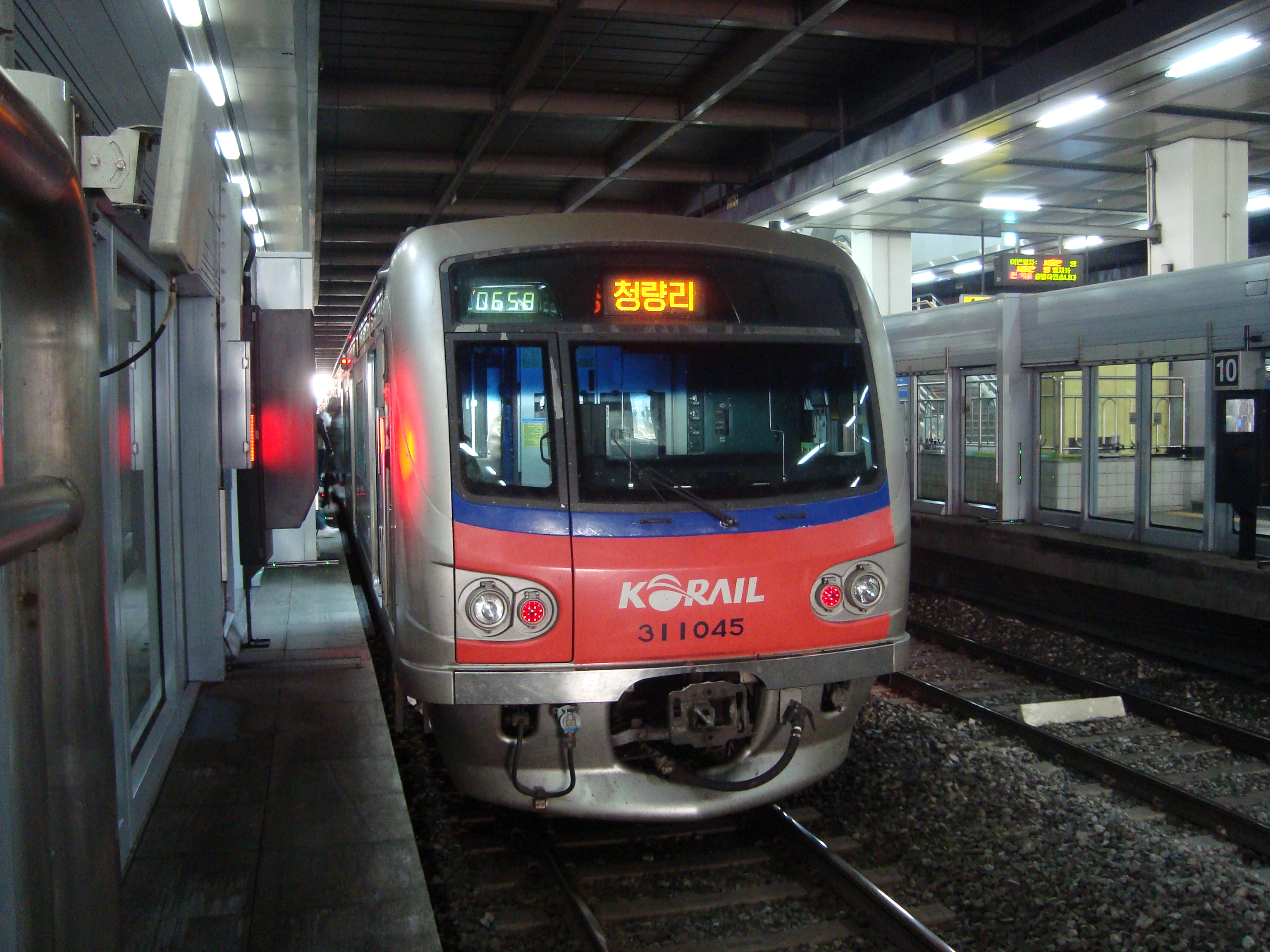
2세대 (三) 31145편성(옛 546편성)

흔히 동글이라고 부르며 1세대형 1977년부터 1979년까지 도입됐던 한국철도공사 1000호대 전동차의 대체와 경부선 수원~병점~천안 구간의 연장 개통을 대비해 2002년 8월 16일부터 2004년까지에 도입한 31142~31165편성(도입 당시 543~566편성)을 의미한다. 1999년과 2003년에 도입된 수도권 전철 4호선 한국철도공사 341000호대 전동차 및 수도권 전철 수인·분당선 한국철도공사 351000호대 전동차 중 전두부 교체형을 바탕으로 하여 FRP 소재의 선두부와 UV 코팅이 적용된 객실 측면의 통유리창, 전체적으로 백색이 강조된 실내 설비 등을 추가했다. 그 외의 설비는 기존 도입분과 대체적으로 동일하다. 당시 543~553편성(변경 후 31142~31152편성)은 옥색과 청록색의 띠를 두른 도색으로 도입됐으나, 31153~31163편성(당시 554~564편성)은 반입 당시부터 현재의 도색으로 도입되었고, 555~556편성(현.31154~31155편성)은 대한민국 철도청 5000호대 디젤 기관차와의 차호 중복을 방지하고자 1세대형 전동차를 해당 차호로 도입하였던 점이 특징이다.
31142~31145, 31148, 31154~31156, 31159~31163편성(당시 543~546, 549, 555~557, 560~564)편성은 주변환장치가 VVVF-GTO에서 VVVF-IGBT로 변경됐고, 2레벨 방식과 자연 냉각형 냉각 장치를 채용하였다. 그 중 565~566편성은 도입 당시부터 IGBT 소자로 반입되었으며, 처음부터 불연 내장재를 채택하고 선두부의 열차 번호 표시 장치가 LED로 바뀌었다. 543~564편성은 도입 당시에 도시바 GTO 소자가 장착되어 반입되었다. 

### 3세대
해당 차량은 2005년 7월부터 2016년 2월까지 총 5차례에 걸쳐 반입이 이루어졌다. 반입 시기별 구분은 아래와 같다.
7차 도입분 (2005년 7월~11월)
8차 도입분 (2006년 1월~4월)
제작사: 주식회사 로템
제어방식: VVVF-IGBT(도시바)

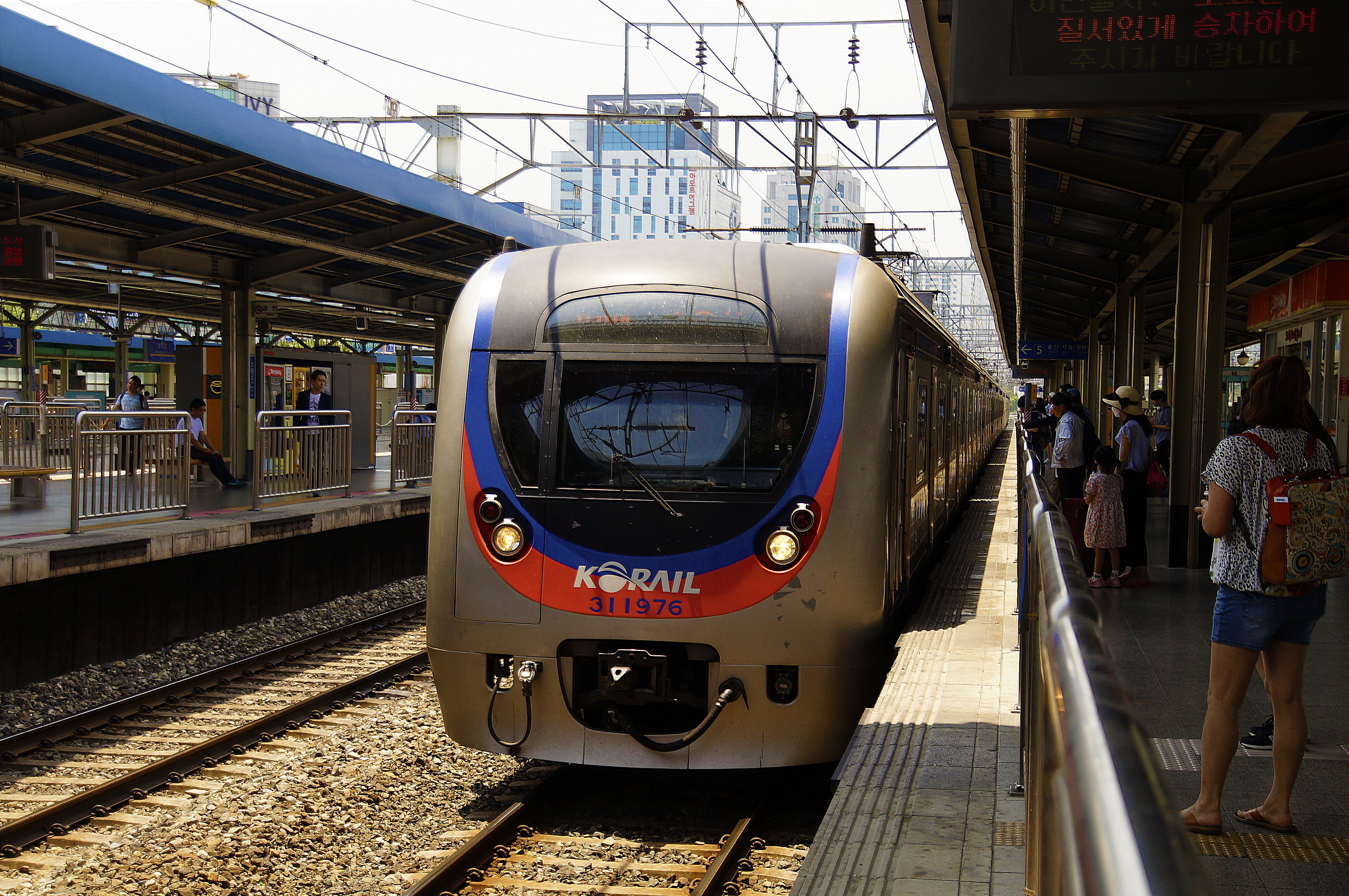
3세대 (六) 31176편성

흔히 초기형 뱀눈이라고 부르며 2005년 수도권 전철 중앙선의 복선 전철화와 2006년 경원본선 의정부~소요산 구간의 복선 전철화로 인한 전동차 증차 및 경인선 복복선화, 기존 1980년부터 1981년에 도입되었던(실질적으로는 1974년 4월, 1977년부터 1978년까지 도입되었던 1세대형 대차분이다.) 한국철도공사 1000호대 전동차 차량의 내구 연한 경과로 인한 교체를 위하여 도입된 차량이다. 도입 당시 차번은 567~592편성으로, 이 가운데 567~578, 581~585편성은 31166~31182편성으로 번호가 바뀌었다. 586~592편성은 량 수를 8량으로 줄여 한국철도공사 321000호대 전동차로 개번됐으며, 이들 편성에서 빠진 2량씩의 차량들과 579~580편성(현재는 말소)은 한국철도공사 321000호대 전동차 2차분 차량과 한국철도공사 전동차로 개조가 이루어졌다.
이전 차량과 비교했을 때 전두부의 형태가 변화했으며, 현대로템의 표준형 전동차 설계 기준을 따르고 있다. 실내 설비의 경우 시트 하부에 있던 히터가 경량 프리 히터로, 객실의 출입문 구동 방식이 기존 공기 압축식에서 스크류 모터 전기 구동식으로 변경되었고, 객실 간의 통로에 있던 턱이 낮아지면서 몇 가지 설계 변경이 이루어졌으며, 81편성(현.31178편성)부턴 객실 환기용 팬과 1인 승무 기능이 추가되기도 하였다. 2005년 9월에 현대로템 의왕공장이 폐쇄되었으므로 모든 차량은 현대로템 창원공장에서 제작된 차량이다. 83편성(현.31180편성)의 5783호(현.311880호) 객차는 현대로템의 VVVF-IGBT 2레벨(IPM 모듈화)이 적용되어 2007년에 시범적으로 운행하였으며, 현재는 기존의 도시바제 VVVF-IGBT로 환원된다. 해당 열차는 현재 구로배속 차량이 없다.
9차 도입분 (2012년 8월~10월, 2014년 11월)
10차 도입분 (2013년 8월~10월)
제작사: 현대로템
제어방식: VVVF-IGBT(도시바)

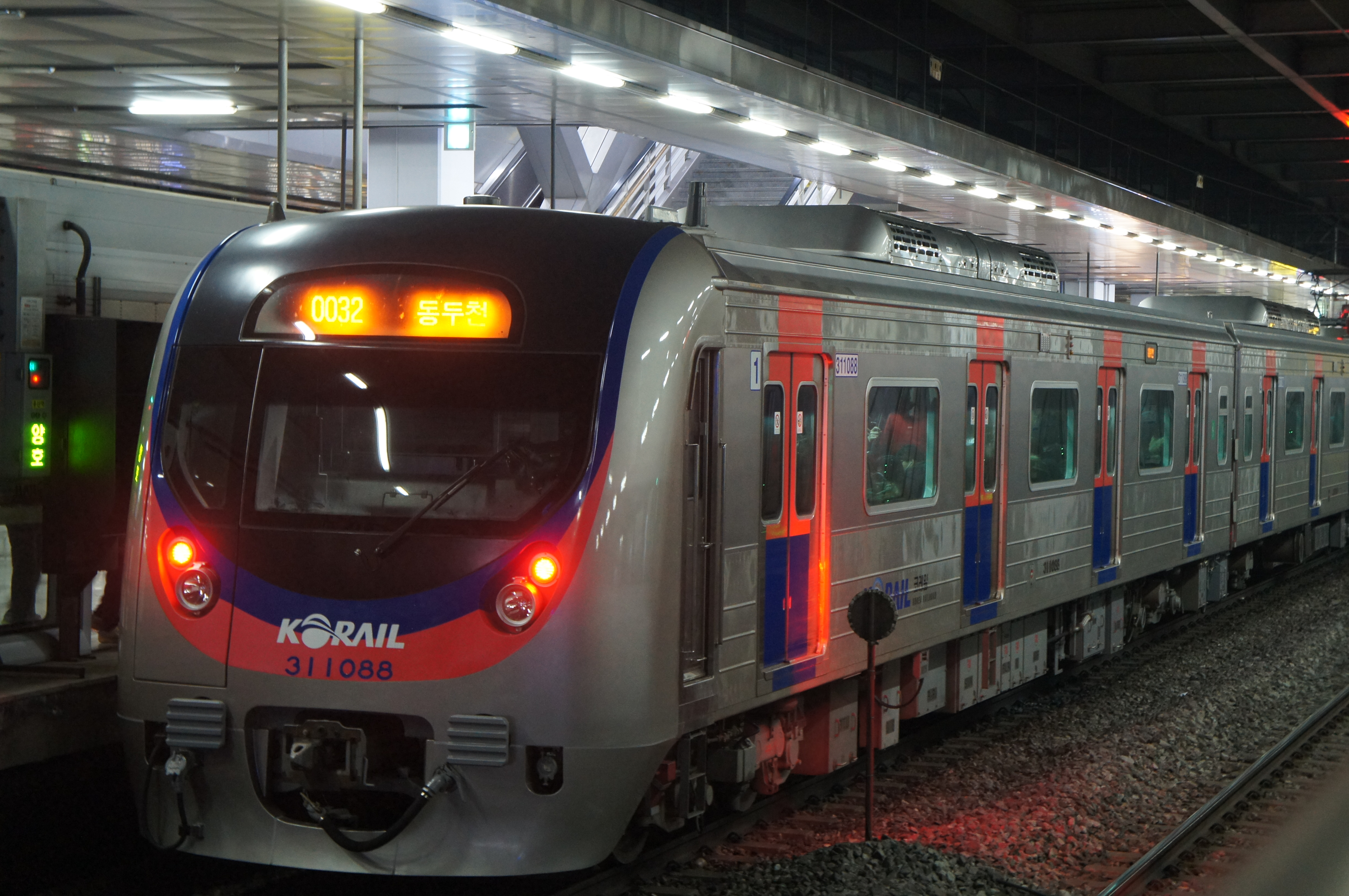
3세대 31188편성

흔히 중기형 뱀눈이, 후기형 뱀눈이라고 부르며 31183~31189, 31192~31194편성이 이에 해당한다. 1986년부터 1988년까지 도입되었던 1000호대 중기 편성의 폐차로 인하여 도입된 차량이다. 경의중앙선 8량에서 6량으로 환원하려고 했을 때 남는 객차를 모아서 활용하다가 다시 8량으로 환원됐기 때문에 2012년까지 도입되기도 했다. 분당선과 수인선의 운행용으로 도입된 한국철도공사 351000호대 전동차에 기초했으나, 10량 교류, 직류혼용 전동차로 반입이 이루어졌다. 이 차량부터 천장에 LCD 안내기를 사용 중인 승객 안내 장치를 설비하였으며, 차내 LCD 화면에 현재 시각이 표시된다. LED 표출 방식인 전·측면 행선 표시 장치에 표시 중인 글자는 위아래로 움직인다.
31183~31189편성은 2011년에 편성 구성을 완료했으나, 실제로는 2012년에 운행을 개시하였다. 그 이유는 본래 2012년엔 6량의 객차만을 신조하여, 당시 8량이었던 한국철도공사 321000호대 전동차를 6량화하던 과정에서 편성에 들어가지 못하고 남은 M, T칸 각 2량씩을 편입시켜 10량을 이룰 계획이었으나, 수도권 전철 경의·중앙선 복선 전철 개통에 대비하여 2014년까지 잔존 차량을 재편입함으로써 한국철도공사 321000호대 전동차 전 차량을 8량으로 환원하도록 계획이 바뀌어, 4량의 객차가 321000호대로 환원하여 4량의 객차를 신조한 2014년 이전까지는 편성을 운행시키기 불가능했기 때문이었다.
31192~31194편성은 2013년 2월 22일~4월 29일에 도입된 차량이다. 1988년에 도입됐던 한국철도공사 1000호대 전동차 중기 편성의 폐차로 인해 도입됐고, 이전까지의 도입분과는 달리, 전조등으로 LED를 채택하여 반입, 이 외에도 선두차 측면 코레일 로고 및 출입문 주의(기대지 마시오., 손대지 마시오.), 약냉방차 안내 스티커 변경, 출입문 비상개폐 스위치 안내문 글꼴이 서울서체로 변경 등 작은 변화가 존재했다.

#### 2010년도입 및2014년증결 (2010년7월~8월,2014년6월~7월)
제작사: 현대로템
제어방식: VVVF-IGBT(도시바)
31190편성은 8량이었던 한국철도공사 361000호대 전동차 14편성을 개조한 차량이다. 1987년에 도입됐던 한국철도공사 1000호대 전동차중기 편성의 폐차로 인해 도입된 차량이기도 하다. 2010년 12월부터 수도권 전철 경춘선에서 운행하다가 2011년부터 2012년 2월까지 수도권 전철 중앙선에 차출되어 용문차량기지 소속으로 이관됐고, 이후 평내차량기지로 복귀했다가 같은 해 6월경 문산차량기지로 이동하여 임시로 휴차가 이뤄졌다. 문산차량기지에서 팬터그래프 애자 부위에 직류 장치를 추가하여 교류, 직류 혼용 개조를 받았고, 현대로템 창원공장으로 이동하여 2량의 부수 객차를 신조해 연결했으며, 운전대를 기존 1인 승무에서 2인 승무로 개조했다. 현재 구로차량기지로 배속되어 있다. 출입문 경고음이 1호선 311000호대 3세대 후반형과 동일하며, 측면 행선지의 광운대 표출을 기존 "광운대"에서 "광운대역"으로 바꾸었다. 신조된 2량은 31183~31189편성, 31192~31194편성과 사양이 같으며, 나머지 8량은 시트가 다른 311000호대 차량과 동일하게 변경된 것을 제외하면 361000호대와 동일하다. 위 편성은 Tc칸에 자전거 전용 거치대가 설치됐는데, 이는 한국철도공사 361000호대 전동차 도입 당시부터 설치되어 있던 것이며, 31190편성은 운용 중이다. 31191편성은 ITX-청춘의 용산~대전 구간의 운행 개시로 경춘선으로 환원, 신조된 부수객차 2량은 휴차가 이루어졌다. 따라서 현재 31191편성은 결번된 편성이다. 31191편성은 현재 36114편성으로 개조되었다.
11차 도입분 (2015년 7월~2016년 1월)
제작사: 현대로템
제어방식: VVVF-IGBT(도시바)

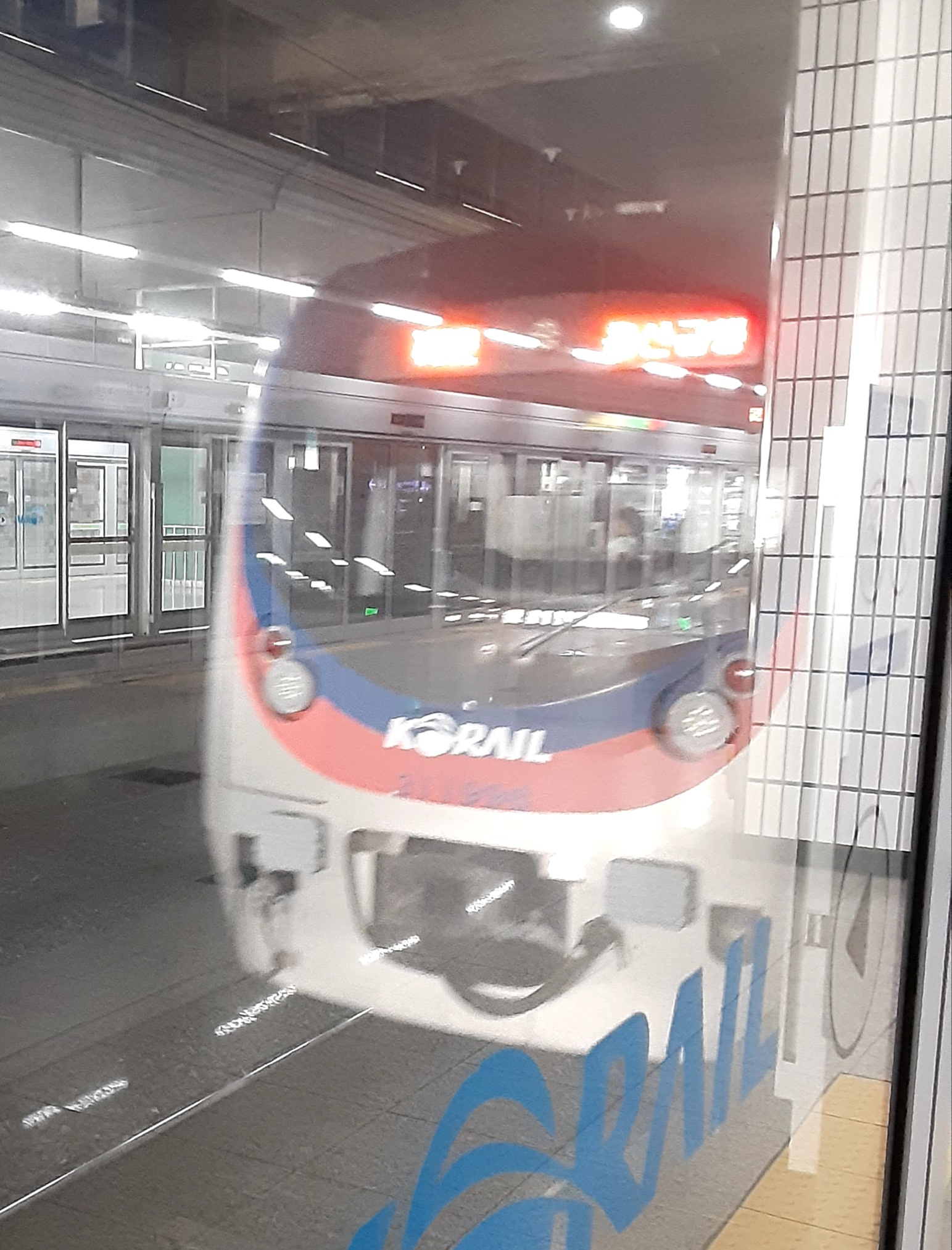
3세대 31199편성

흔히 삼눈이라고 부르며 31195~31203편성이 해당되며, 차량 노후화로 인해 폐차된 1991년부터 1992년까지 도입됐던 한국철도공사 1000호대 전동차 중저항 열차를 대체하기 위해 도입된 차량이다. 이 차량부터는 종전과는 달리 집전장치로 고속주행에 적합한 싱글암이 적용되기도 하였다. 그리고 경강선, 동해선 1차분 차량과 달리 10량이다. 외부는 종전의 차량과 흡사하나 경강선에서 운행 중인 한국철도공사 371000호대 전동차와 동해선 광역전철에서 운행 중인 한국철도공사 381000호대 전동차와 동일한 설계를 적용하여, 야간 주행 시의 시야 확보가 더욱 유리하도록 열차번호 안내기와 행선지 안내기 가운데에 LED 전조등이 새롭게 추가되었다. 이 때문에 흔히 삼눈이라고 불린다. 노약자석의 창문엔 방풍에 유리한 통유리가 적용되기도 했다. 또한 차내 LCD 화면에 현재 시각이 표시되며, 절연구간을 통과할 때에도 실내 조명이 꺼지지 않는다. 초창기에 도입 당시에는 31195~31198편성에만 CCTV가 탑재되었으나, 철도안전법이 개정됨에 따라 31199~31203편성에도 CCTV가 탑재되었다.

### 4세대
12차 도입분 (2019년 3월~8월)
13차 도입분 (2021년 1월~6월)
제작사: 현대로템
제어방식: VVVF-IGBT(현대로템 IPM)

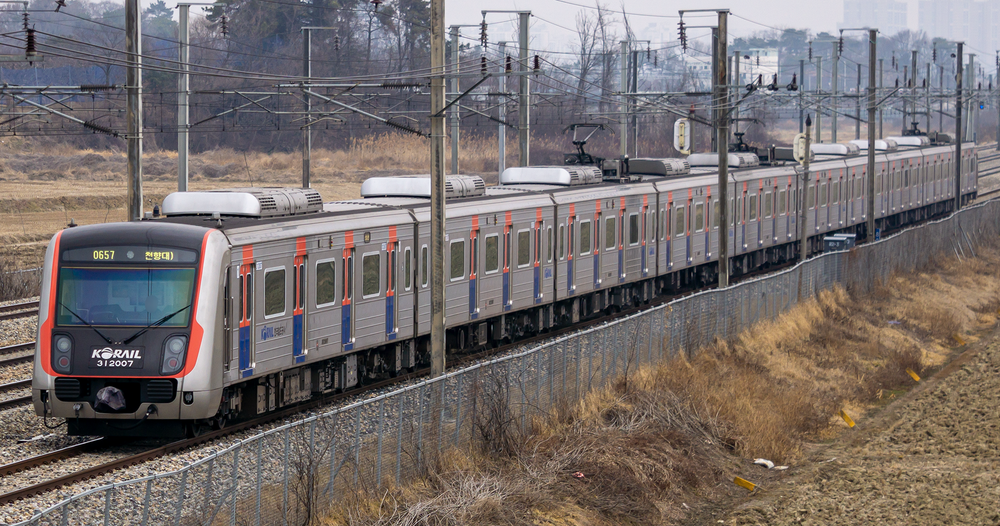
312000호대 전동차

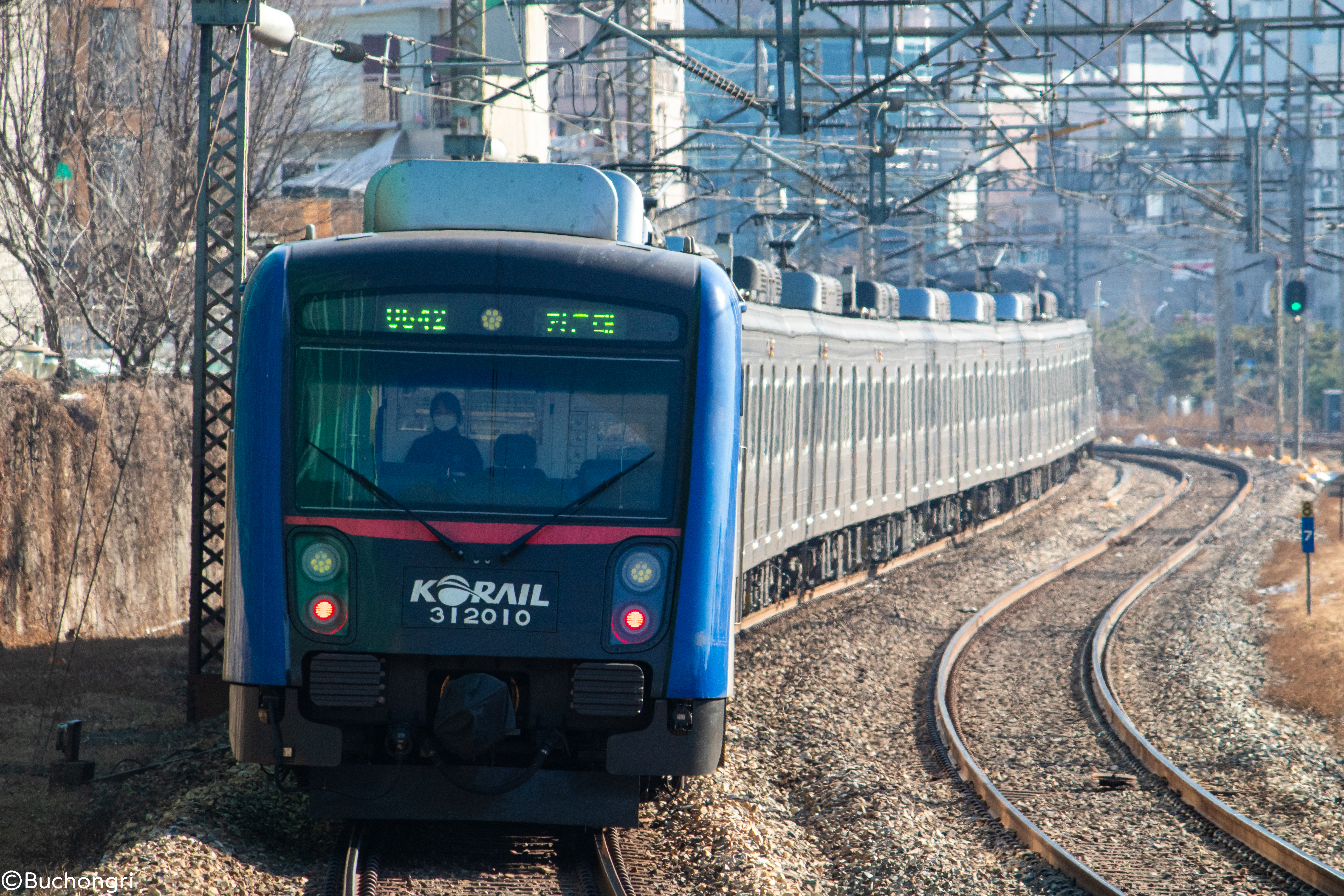
312000호대 전동차

흔히 주둥이라고 부르며 2019년 7월 26일부터 도입되었으며, 한국철도공사 1000호대 전동차 신저항 차량 노후화의 일환으로 도입된 차량이다. 외관은 한국철도공사 381000호대 전동차 2차분과 비슷하며, 내부엔 동해선 또는 경강선, 서해선 차량과 동일한 시트가 적용되고 있다. 그리고 1~4세대 전동차와 달리 통로문벽이 아예 제거되었으나 대신 일부 칸은 2017년부터 도입된 서울교통공사 2000호대 VVVF 전동차, 서울교통공사 3000호대 VVVF 전동차와 유사한 통로문이 적용된다. 또한 만약의 비상상황을 대비한 비상사다리와 전동휠체어 탑승객의 편의를 위한 급속충전기가 설치되었으며, 좌석옆칸에 부착된 코레일 마크가 반투명하게 나왔다. 그리고 이전에 1호선에 도입됐던 전동차와는 달리 TC 차량의 운전실 쪽 전두부에 우천 시를 대비한 유리창의 와이퍼가 1개에서 2개로 늘어나서 반입되었으며, 이는 앞서 서술한 한국철도공사 381000호대 2차분에 동일한 설계 적용으로 기존 1호선에 도입됐던 전동차와 또 다른 차이점이 된다. 1호선에 도입된 차량은 총 12개 편성으로, 31204~31215편성으로 도입되었다. 출입문 모양이 코레일 마크에서 12차분은 초기형 납작이에 적용되었던 부식 무늬가 적용되었고, 13차분은 조랭이떡과 유사한 모양이 적용되었다. 이 편성부턴 기존의 미쓰비시제 COVO52-A0형 VVVF-IGBT 소자에 현대로템의 자사 IPM 모듈을 추가로 적용하여 도입되었다.
13차 도입분부터는 신도색이 적용된다.

### 5세대

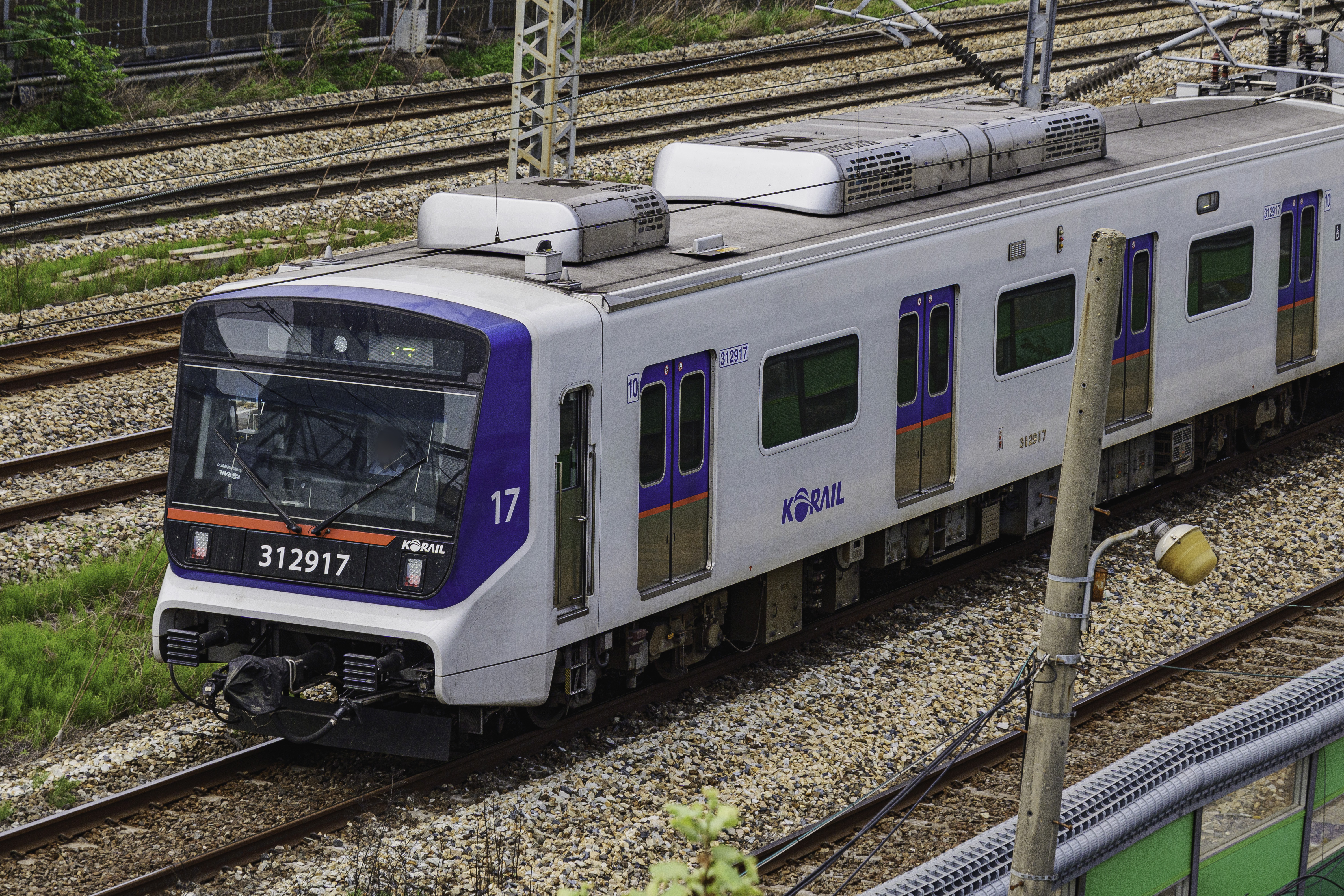
312000호대 전동차

14차 도입분 (2022년 8월~2024년 3월)
제작사: 우진산전
제어방식: VVVF-IGBT(우진산전)
흔히 큐브라고 부르며 우진산전 증평공장에서 제작되었다. 초창기에 도입된 1세대 전동차(31101~31141편성)의 노후 차량 교체용으로 제작된 전동차이다. 또한 서울교통공사 구간 강체가선 압상력 문제로 인하여 더블암 집전장치가 다시 채용되었다. 외관은 알루미늄으로 되어있는 것을 제외하고는 거의 13차 도입분과 유사하며, 총 도입된 차량은 총 41개 편성으로 31216~31256편성으로 도입되었다. 그리고 미쓰비시의 IGBT 소자가 적용되어 도입되었다. 2023년 11월 1일 이후에 추진제어장치 구동음이 변경되었다.

### 6세대
15차 도입분 (2027년~2028년 예정)
16차 도입분 (2029년~2030년 예정)
제작사: 우진산전
제어방식: VVVF-IGBT 미정

### 7세대
17차 도입분 (2031년 예정)
 제작사: 미정
제어방식: VVVF 미정
흔히 ???라고 부르며

## 개조 역사

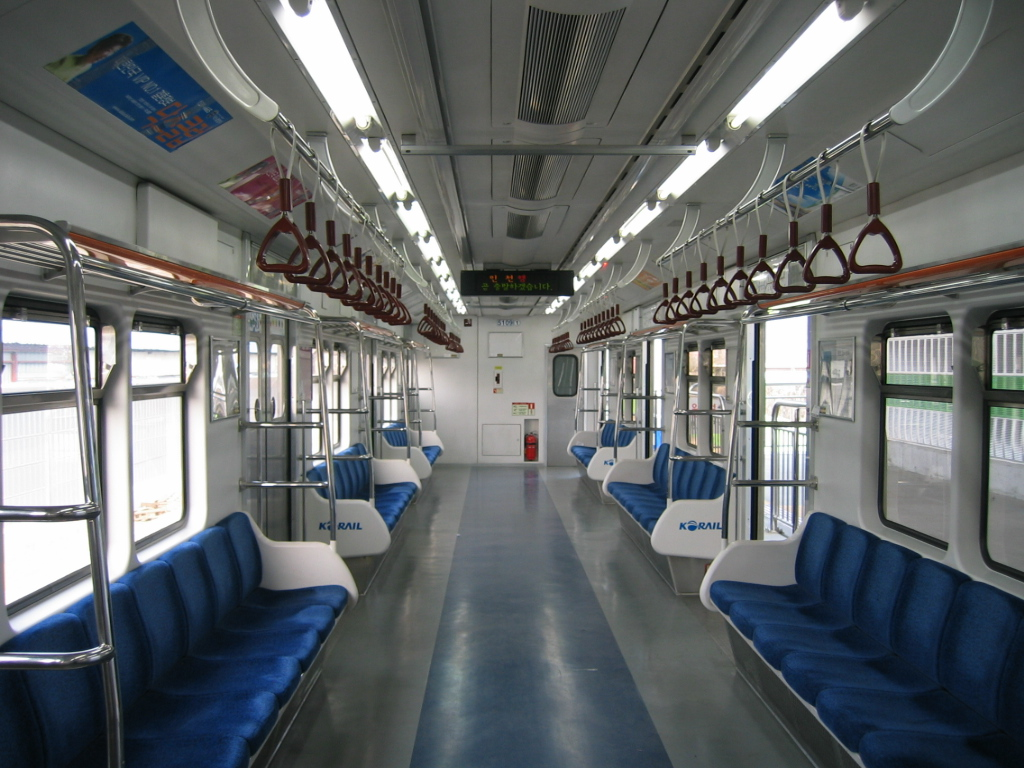
불연화 개조가 이루어진 1세대 차량의 내부 (5109호, 현.311909호) (현재는 폐차)

### 도색 변경
도입을 한 후부터 2005년까지는 1세대는 경의중앙선 차량에 청록색과 노란색 도색 조합을, 2세대는 그 중 31142~31152편성에 옥색과 청록색의 띠를 두른 도색으로 사용하여 왔으나, 2005년부터 불연 내장재 개조와 함께 한국철도공사 도색으로 변경되었으며, 1호선 차량은 빨간색과 군청색이 적용되기도 하였다.

### 전장품 변경
- 2003년 2월 18일 대구 지하철 화재 참사를 계기로 강화된 철도 차량의 내연 기준에 맞추어, 31164편성(당시 565편성)부턴 불연재 내장을 갖추어 도입이 이루어졌다. 또한, 2003년 연말부터 31107~31112편성(당시 507~512편성)을 시작으로 여러 편성들이 불연재 기준에 맞추어 개조됐으며, 이후 2006년까지 전 차량이 이에 맞추어 개조되기도 했다. 실내 시트의 경우 유리 섬유를 사용한 시트로 교체되었고, 그 외의 재질도 난연화 처리를 했으며, 손잡이도 기존의 흰색[18]에서 레드와인색으로 바뀌었다. 이와 동시에 전·측면 행선 표시 장치를 롤지 회전 스크린식에서 LED 표출식으로 교체되었다.
- 도색의 경우, 도입 초기엔 철도청의 CI에 맞춘 청록색과 노란색을 사용한 도색이 사용됐으나, 31153편성(당시 554편성)부터는 한국철도공사의 CI에 맞추어 군청색과 빨간색을 사용한 도색으로 도입되었다. 이전에 도입된 차량도 불연재개조 등에 맞추어 도색이 변경되었으며, 31208편성부터는 현재 1호선의 노선 색상인 남색을 더 강조하던 도색으로 변경되었다.
- 일부 1~2세대 차량의 주변환장치가 기존 도시바 GTO에서 도시바 IGBT로 교체되었다. 513, 516, 536, 538~546, 549, 555~557, 560~564편성 등 모두 18개 편성이다. 565편성부터는 반입 당시부터 IGBT 소자가 기본 사양으로 장착된다.[19]
- 2010년부터 모든 차량의 창문 노약자석 스티커에 대한 표준화가 이루어졌다. 그러나 1세대 532~533, 540, 2세대 543편성엔 철도청식 노약자석 스티커가 그대로 있으며, 3세대 567편성엔 도입 당시의 노약자석 스티커가 그대로 있다.
- 2008년 말부터 2013년 말까지 차량 간 통로문을 기존의 수동, 스테인레스제 통로문에서 투명 유리 자동문으로 변경되었다. 자동 통로문은 31183편성부터 기본적으로 설비했지만 31204편성부턴 통로문이 제거되어 도입이 이루어졌다.
- 2012년 4월부터의 311000번대 개번 과정에서, 2007년 사고로 인해 사라진 19편성의 결번을 메우기 위하여 520~578편성은 편성 번호를 -1씩, 2008년 개조로 인해 사라진 579~580편성의 결번을 메우기 위해 581~585편성은 편성 번호를 -3씩 앞당겨 번호를 부여받았다. 2012년 도입된 31183편성부턴 현재의 번호로 도입이 이루어졌다.
- 2013년 31124편성의 차내 방송 스피커가 교체되었는데, 이는 운전실에 설치된 방송 장치가 예전부터 사용된 것이어서 31183~31203편성보가 음질이 떨어진 편이었다. 현재엔 스피커가 재설치되었으며, 2014년 말부터는 31107~31182편성 차량들에 대한 방송 장치 및 스피커 교체가 이루어졌다. 교체된 방송장치는 31183~31203편성과 같은 사양이며, 차내 스피커도 3세대 2011년~2012년 반입분 및 4세대 2016년 반입분과 같은 스피커로 변경되었다. 또한 방송 장치 교체와 함께 31101~31106편성은 발차 경고음 추가, 31107~31141편성은 '출입문 닫겠습니다.' 등의 음원이 기관사 수동 취급에 의해 송출되던 기능이 추가되기도 했다. 아울러 31128~31141편성의 경우 출입문 개방 시 발차 경고음이 울리던 문제도 해결되어, 이로써 모든 차량에 대한 방송 장치 및 스피커 교체를 완료했다.
- 2014년 10월부터 2세대형 일부 차량의 출입문 제어방식이 기존의 공기 압축식에서 스크류 모터 구동식으로 교체됐고[20], 3세대형 차량의 전조등이 기존 백열등에서 LED로 교체되었다.[21]
- 2015년 7월, 31139~31141편성에 있는 중저항 부수객차 T칸[22]의 노후한 슈트락을 교체했다. 교체된 슈트락의 사양은 한국철도공사 1000호대 전동차에서 T칸에 교체된 슈트락 사양과 같다.
- 2016년 2월, 311961호 전조등이 백열등에서 LED로 교체되었다. 또한 3세대형 31166~31182, 31185~31187, 31191편성의 전조등이 할로겐에서 LED로 바뀌었다. 1세대분은 31101, 31103~31141편성이, 2세대분은 31142~31165편성이 전조등이 할로겐에서 LED로 바뀌었다.

#### 주변환장치 교체 현황
- 2006년 9월: 31163(311763, 311863호)편성
- 2012년 11월: 31135편성
- 2013년 10월: 한국철도공사 319000호대 전동차 중 31906~31907편성
- 2015년 11월: 31113, 31148편성
- 2016년 12월: 31137~31141편성
- 2017년 8월: 31154~31156편성
- 2018년 7월: 31142~31145, 31159편성
- 2019년 4월: 31116편성
- 2025년 6월: 31152편성

### 내장재 교체
2003년 2월 18일 대구 지하철 화재 참사를 계기로 철도차량의 내연 기준이 강화되어, 2003년 연말부터 2005년까지 한국철도공사의 전 차량이 불연재 기준에 맞춘 내장으로 교체되었다. 교체 사업은 로윈, SLS중공업 등이 참여하였다. 이와 동시에 보수성이 떨어진 전면, 측면행선표시장치(DI)를 롤지 회전 방식에서 LED 현시 방식으로 교체되었다. 2005년부터 도입된 신형 차량은 불연 내장재와 LED 행선지가 기본으로 설비되어 도입되었다.

### 측면 행선LED가동 중단
현재 스크린도어가 모두 설치되어 앞칸과 뒷칸을 제외한 모든 안내기가 소등된다. 다만 12차분 전동차부터는 앞칸과 뒷칸만 측면 안내기가 가동 중이다.

## 현황
현재 운행 중인 차량은 가독성을 높이기 위하여 굵은 글씨로 표시했다.

### 1세대분
현재 남아있는 6개 편성(31124, 31132, 31135~31138편성)은 객실 내 CCTV 설치 후에 운행을 재개하였다.
| 차호       | 도입 시기 | 운행 중단 시기 | 비고                                                                                             |
| ---------- | --------- | -------------- | ------------------------------------------------------------------------------------------------ |
| 31101 편성 | 1996년    | 2017년         |                                                                                                  |
| 31102 편성 | 1996년    | 2016년         | 노량진역에서 탈선사고로 운행이 중단되었다.                                                       |
| 31103 편성 | 1996년    | 2022년         |                                                                                                  |
| 31104 편성 | 1996년    | 2022년         |                                                                                                  |
| 31105 편성 | 1996년    | 2022년         |                                                                                                  |
| 31106 편성 | 1996년    | 2022년         |                                                                                                  |
| 31107 편성 | 1997년    | 2022년         |                                                                                                  |
| 31108 편성 | 1997년    | 2022년         |                                                                                                  |
| 31109 편성 | 1997년    | 2023년         |                                                                                                  |
| 31110 편성 | 1997년    | 2023년         |                                                                                                  |
| 31111 편성 | 1997년    | 2023년         |                                                                                                  |
| 31112 편성 | 1997년    | 2022년         | 차체 균열로 조기 휴차되었다.                                                                     |
| 31113 편성 | 1997년    | 2023년         | 추진제어장치가 도시바 GTO에서 도시바 IGBT로 교체되었다.                                          |
| 31114 편성 | 1997년    | 2023년         |                                                                                                  |
| 31115 편성 | 1997년    | 2023년         |                                                                                                  |
| 31116 편성 | 1997년    | 2023년         | 추진제어장치가 도시바 GTO에서 도시바 IGBT로 교체되었다.                                          |
| 31117 편성 | 1997년    | 2023년         |                                                                                                  |
| 31118 편성 | 1997년    | 2023년         |                                                                                                  |
| 31119 편성 | 1997년    | 2023년         |                                                                                                  |
| 31120 편성 | 1997년    | 2023년         |                                                                                                  |
| 31121 편성 | 1997년    | 2023년         |                                                                                                  |
| 31122 편성 | 1997년    | 2023년         |                                                                                                  |
| 31123 편성 | 1997년    | 2023년         |                                                                                                  |
| 31124 편성 | 1997년    | 2028년 예정    |                                                                                                  |
| 31125 편성 | 1997년    | 2023년         |                                                                                                  |
| 31126 편성 | 1997년    | 2023년         |                                                                                                  |
| 31127 편성 | 1997년    | 2023년         |                                                                                                  |
| 31128 편성 | 1998년    | 2023년         | 대한민국 최초의 전동차 대차분이다.                                                               |
| 31129 편성 | 1998년    | 2023년         |                                                                                                  |
| 31130 편성 | 1998년    | 2023년         |                                                                                                  |
| 31131 편성 | 1998년    | 2023년         |                                                                                                  |
| 31132 편성 | 1998년    | 2028년 예정    |                                                                                                  |
| 31133 편성 | 1998년    | 2023년         |                                                                                                  |
| 31134 편성 | 1998년    | 2023년         |                                                                                                  |
| 31135 편성 | 1998년    | 2028년 예정    | 추진제어장치가 도시바 GTO에서 도시바 IGBT로 교체되었다.                                          |
| 31136 편성 | 1998년    | 2028년 예정    |                                                                                                  |
| 31137 편성 | 1998년    | 2028년 예정    | 추진제어장치가 도시바 GTO에서 도시바 IGBT로 교체되었다.                                          |
| 31138 편성 | 1998년    | 2028년 예정    | 추진제어장치가 도시바 GTO에서 도시바 IGBT로 교체되었다.                                          |
| 31139 편성 | 1999년    | 2023년         | 추진제어장치가 도시바 GTO에서 도시바 IGBT로 교체됐다. 1000호대 2세대 부수객차가 편성되어 있었다. |
| 31140 편성 | 1999년    | 2023년         | 추진제어장치가 도시바 GTO에서 도시바 IGBT로 교체됐다. 1000호대 2세대 부수객차가 편성되어 있었다. |
| 31141 편성 | 1999년    | 2023년         | 추진제어장치가 도시바 GTO에서 도시바 IGBT로 교체됐다. 1000호대 2세대 부수객차가 편성되어 있었다. |

### 2세대분
| 차호       | 도입 시기 | 운행 중단 시기 | 비고 |
| ---------- | --------- | -------------- | --- |
| 31142 편성 | 2002년    | 운행 중        | 추진제어장치가 도시바 GTO에서 도시바 IGBT로 교체되었다.                                                                                                  |
| 31143 편성 | 2002년    | 운행 중        | 추진제어장치가 도시바 GTO에서 도시바 IGBT로 교체되었다.                                                                                                  |
| 31144 편성 | 2002년    | 운행 중        | 추진제어장치가 도시바 GTO에서 도시바 IGBT로 교체되었다.                                                                                                  |
| 31145 편성 | 2002년    | 운행 중        | 추진제어장치가 도시바 GTO에서 도시바 IGBT로 교체되었다.                                                                                                  |
| 31146 편성 | 2002년    | 운행 중        | |
| 31147 편성 | 2002년    | 운행 중        | 출입문 구동방식이 기존 공기압축식에서 스크류모터 구동식으로 개조가 이루어졌다.                                                                           |
| 31148 편성 | 2003년    | 운행 중        | 추진제어장치가 도시바 GTO에서 도시바 IGBT로 교체되었다.                                                                                                  |
| 31149 편성 | 2003년    | 운행 중        | |
| 31150 편성 | 2003년    | 운행 중        | |
| 31151 편성 | 2003년    | 운행 중        | 출입문 구동방식이 공기압축식에서 스크류모터 구동식으로 개조가 이루어졌다.                                                                                |
| 31152 편성 | 2003년    | 운행 중        | 출입문 구동방식이 공기압축식에서 스크류모터 구동식으로 개조가 이루어졌다. 추진제어장치가 도시바 GTO에서 도시바 IGBT로 교체되었다.                        |
| 31153 편성 | 2003년    | 운행 중        | 출입문 구동방식이 공기압축식에서 스크류모터 구동식으로 개조가 이루어졌다.                                                                                |
| 31154 편성 | 2003년    | 운행 중        | 추진제어장치가 도시바 GTO에서 도시바 IGBT로 교체됐다. 출입문 구동방식이 공기식에서 전기식으로 개조가 이루어졌다.                                         |
| 31155 편성 | 2003년    | 운행 중        | 추진제어장치가 도시바 GTO에서 도시바 IGBT로 교체됐다. 출입문 구동방식이 공기식에서 전기식으로 개조가 이루어졌다.                                         |
| 31156 편성 | 2003년    | 운행 중        | 추진제어장치가 도시바 GTO에서 도시바 IGBT로 교체됐다. 출입문 구동방식이 공기식에서 전기식으로 개조가 이루어졌다.                                         |
| 31157 편성 | 2003년    | 운행 중        | 출입문 구동방식이 공기압축식에서 전기식으로 개조가 이루어졌다.                                                                                           |
| 31158 편성 | 2003년    | 운행 중        | 출입문 구동방식이 공기압축식에서 전기식으로 개조가 이루어졌다.                                                                                           |
| 31159 편성 | 2003년    | 운행 중        | 추진제어장치가 도시바 GTO에서 도시바 IGBT로 교체됐다. 출입문 구동방식이 공기압축식에서 스크류모터 구동식으로 개조가 이루어졌다. 도색이 벗겨진 적이 있다. |
| 31160 편성 | 2003년    | 운행 중        | 코레일 차량 중 최초로 도입 당시부터 도시바 IGBT로 적용된 차량이다. 출입문 구동방식이 공기압축식에서 스크류모터 구동식으로 개조가 이루어졌다.             |
| 31161 편성 | 2003년    | 운행 중        | 도입 당시부터 도시바 IGBT로 적용된 차량이다. |
| 31162 편성 | 2003년    | 운행 중        | 도입 당시부터 도시바 IGBT로 적용된 차량이다. |
| 31163 편성 | 2003년    | 운행 중        | 311163, 311263, 311463호는 도입 당시부터 도시바 IGBT로 적용되었고 311763, 311863호는 추진제어장치가 도시바 GTO에서 도시바 IGBT로 교체되었다.             |
| 31164 편성 | 2004년    | 운행 중        | 도입 당시부터 도시바 IGBT로 적용된 차량이다. 코레일 차량 중 최초로 도입 당시부터 불연 내장재가 적용되었으며, 열번안내기가 LED로 개조가 이루어졌다.       |
| 31165 편성 | 2004년    | 운행 중        | 도입 당시부터 도시바 IGBT로 적용된 차량이다. 코레일 차량 중 최초로 도입 당시부터 불연 내장재가 적용되었으며, 열번안내기가 LED로 개조가 이루어졌다.       |

### 3세대분
| 차호       | 도입 시기      | 운행 중단 시기 | 비고 |
| ---------- | -------------- | -------------- | --- |
| 31166 편성 | 2005년         | 운행 중        | |
| 31167 편성 | 2005년         | 운행 중        | |
| 31168 편성 | 2005년         | 운행 중        | |
| 31169 편성 | 2005년         | 운행 중        | |
| 31170 편성 | 2005년         | 운행 중        | |
| 31171 편성 | 2005년         | 운행 중        | |
| 31172 편성 | 2006년         | 운행 중        | |
| 31173 편성 | 2006년         | 운행 중        | |
| 31174 편성 | 2006년         | 운행 중        | |
| 31175 편성 | 2006년         | 운행 중        | |
| 31176 편성 | 2006년         | 운행 중        | |
| 31177 편성 | 2006년         | 운행 중        | |
| 31178 편성 | 2006년         | 운행 중        | |
| 31179 편성 | 2006년         | 운행 중        | |
| 31180 편성 | 2006년         | 운행 중        | 2010년 11월 29일부터 2013년 12월 31일까지 경기도 민원전철 365로 운행되었고, 경북테마열차로 운행한 이력이 있다.                                                                                       |
| 31181 편성 | 2006년         | 운행 중        | |
| 31182 편성 | 2006년         | 운행 중        | |
| 31183 편성 | 2012년, 2014년 | 운행 중        | 중간 객차 신조 및 편성 재조성으로 인해 잠시 휴차되었다. 31186편성부터는 한국철도공사 1000호대 전동차 2세대분 대체분이며, 이 중 31183~31185편성은 순수 증차분이다.                                    |
| 31184 편성 | 2012년, 2014년 | 운행 중        | 중간 객차 신조 및 편성 재조성으로 인해 잠시 휴차되었다. 31186편성부터는 한국철도공사 1000호대 전동차 2세대분 대체분이며, 이 중 31183~31185편성은 순수 증차분이다.                                    |
| 31185 편성 | 2012년, 2014년 | 운행 중        | 중간 객차 신조 및 편성 재조성으로 인해 잠시 휴차되었다. 31186편성부터는 한국철도공사 1000호대 전동차 2세대분 대체분이며, 이 중 31183~31185편성은 순수 증차분이다.                                    |
| 31186 편성 | 2012년, 2014년 | 운행 중        | 중간 객차 신조 및 편성 재조성으로 인해 잠시 휴차되었다. 31186편성부터는 한국철도공사 1000호대 전동차 2세대분 대체분이며, 이 중 31183~31185편성은 순수 증차분이다.                                    |
| 31187 편성 | 2012년, 2014년 | 운행 중        | 중간 객차 신조 및 편성 재조성으로 인해 잠시 휴차되었다. 31186편성부터는 한국철도공사 1000호대 전동차 2세대분 대체분이며, 이 중 31183~31185편성은 순수 증차분이다.                                    |
| 31188 편성 | 2012년, 2014년 | 운행 중        | |
| 31189 편성 | 2012년, 2014년 | 운행 중        | |
| 31190 편성 | 2010년, 2014년 | 운행 중        | 경춘선에서 이적된 차량으로, 한국철도공사 1호선 차량 중 유일하게 자전거 거치대가 설치되었고, 유일한 짬뽕 편성이다.                                                                                    |
| 31191 편성 | 2010년, 2014년 | 2017년         | 경춘선에서 이적된 차량이었으나, 본래 노선으로 재이적하여 36114편성으로 운행 중이며, 나머지 2량은 문산차량기지에 휴차되었다.                                                                          |
| 31192 편성 | 2013년         | 운행 중        | |
| 31193 편성 | 2013년         | 운행 중        | |
| 31194 편성 | 2013년         | 운행 중        | |
| 31195 편성 | 2016년         | 운행 중        | 31195편성부터 싱글암 팬터그래프가 설치되었고, 열차번호 안내기와 행선지 안내기 사이에 LED 전조등이 하나 더 적용되었다. 객실 내부에 CCTV가 설치되었다. 31200편성은 차량 상부에 검측 장치가 설치되었다. |
| 31196 편성 | 2016년         | 운행 중        | 31195편성부터 싱글암 팬터그래프가 설치되었고, 열차번호 안내기와 행선지 안내기 사이에 LED 전조등이 하나 더 적용되었다. 객실 내부에 CCTV가 설치되었다. 31200편성은 차량 상부에 검측 장치가 설치되었다. |
| 31197 편성 | 2016년         | 운행 중        | 31195편성부터 싱글암 팬터그래프가 설치되었고, 열차번호 안내기와 행선지 안내기 사이에 LED 전조등이 하나 더 적용되었다. 객실 내부에 CCTV가 설치되었다. 31200편성은 차량 상부에 검측 장치가 설치되었다. |
| 31198 편성 | 2016년         | 운행 중        | 31195편성부터 싱글암 팬터그래프가 설치되었고, 열차번호 안내기와 행선지 안내기 사이에 LED 전조등이 하나 더 적용되었다. 객실 내부에 CCTV가 설치되었다. 31200편성은 차량 상부에 검측 장치가 설치되었다. |
| 31199 편성 | 2016년         | 운행 중        | 31195편성부터 싱글암 팬터그래프가 설치되었고, 열차번호 안내기와 행선지 안내기 사이에 LED 전조등이 하나 더 적용되었다. 객실 내부에 CCTV가 설치되었다. 31200편성은 차량 상부에 검측 장치가 설치되었다. |
| 31200 편성 | 2016년         | 운행 중        | 31195편성부터 싱글암 팬터그래프가 설치되었고, 열차번호 안내기와 행선지 안내기 사이에 LED 전조등이 하나 더 적용되었다. 객실 내부에 CCTV가 설치되었다. 31200편성은 차량 상부에 검측 장치가 설치되었다. |
| 31201 편성 | 2016년         | 운행 중        | 31195편성부터 싱글암 팬터그래프가 설치되었고, 열차번호 안내기와 행선지 안내기 사이에 LED 전조등이 하나 더 적용되었다. 객실 내부에 CCTV가 설치되었다. 31200편성은 차량 상부에 검측 장치가 설치되었다. |
| 31202 편성 | 2016년         | 운행 중        | 31195편성부터 싱글암 팬터그래프가 설치되었고, 열차번호 안내기와 행선지 안내기 사이에 LED 전조등이 하나 더 적용되었다. 객실 내부에 CCTV가 설치되었다. 31200편성은 차량 상부에 검측 장치가 설치되었다. |
| 31203 편성 | 2016년         | 운행 중        | 31195편성부터 싱글암 팬터그래프가 설치되었고, 열차번호 안내기와 행선지 안내기 사이에 LED 전조등이 하나 더 적용되었다. 객실 내부에 CCTV가 설치되었다. 31200편성은 차량 상부에 검측 장치가 설치되었다. |

### 4세대분
| 차호       | 도입 시기 | 운행 중단 시기 | 비고                                                                                  |
| ---------- | --------- | -------------- | ------------------------------------------------------------------------------------- |
| 31204 편성 | 2019년    | 운행 중        |                                                                                       |
| 31205 편성 | 2019년    | 운행 중        |                                                                                       |
| 31206 편성 | 2019년    | 운행 중        |                                                                                       |
| 31207 편성 | 2019년    | 운행 중        |                                                                                       |
| 31208 편성 | 2021년    | 운행 중        | 해당 편성부터 신도색이 적용되었고, 배장기가 제거되었다. 연천역에 처음으로 진입하였다. |
| 31209 편성 | 2021년    | 운행 중        |                                                                                       |
| 31210 편성 | 2021년    | 운행 중        |                                                                                       |
| 31211 편성 | 2021년    | 운행 중        | 2023년에 그래피티 테러를 당한 적이 있다.                                              |
| 31212 편성 | 2021년    | 운행 중        |                                                                                       |
| 31213 편성 | 2021년    | 운행 중        |                                                                                       |
| 31214 편성 | 2021년    | 운행 중        |                                                                                       |
| 31215 편성 | 2022년    | 운행 중        |                                                                                       |

### 5세대분
해당 편성들은 알루미늄 차체가 적용되었으며, 더블암 팬터그래프로 회귀되었고, 편성번호가 운전실 측면 앞쪽에 표시된다.
| 차호       | 도입 시기 | 운행 중단 시기 | 비고                                                       |
| ---------- | --------- | -------------- | ---------------------------------------------------------- |
| 31216 편성 | 2022년    | 운행 중        |                                                            |
| 31217 편성 | 2022년    | 운행 중        |                                                            |
| 31218 편성 | 2022년    | 운행 중        |                                                            |
| 31219 편성 | 2022년    | 운행 중        |                                                            |
| 31220 편성 | 2022년    | 운행 중        |                                                            |
| 31221 편성 | 2023년    | 운행 중        |                                                            |
| 31222 편성 | 2023년    | 운행 중        |                                                            |
| 31223 편성 | 2023년    | 운행 중        |                                                            |
| 31224 편성 | 2023년    | 운행 중        |                                                            |
| 31225 편성 | 2023년    | 운행 중        |                                                            |
| 31226 편성 | 2023년    | 운행 중        |                                                            |
| 31227 편성 | 2023년    | 운행 중        |                                                            |
| 31228 편성 | 2023년    | 운행 중        |                                                            |
| 31229 편성 | 2023년    | 운행 중        |                                                            |
| 31230 편성 | 2023년    | 운행 중        |                                                            |
| 31231 편성 | 2023년    | 운행 중        |                                                            |
| 31232 편성 | 2023년    | 운행 중        |                                                            |
| 31233 편성 | 2023년    | 운행 중        |                                                            |
| 31234 편성 | 2023년    | 운행 중        |                                                            |
| 31235 편성 | 2023년    | 운행 중        |                                                            |
| 31236 편성 | 2023년    | 운행 중        |                                                            |
| 31237 편성 | 2023년    | 운행 중        |                                                            |
| 31238 편성 | 2023년    | 운행 중        |                                                            |
| 31239 편성 | 2023년    | 운행 중        |                                                            |
| 31240 편성 | 2023년    | 운행 중        |                                                            |
| 31241 편성 | 2023년    | 운행 중        |                                                            |
| 31242 편성 | 2023년    | 운행 중        |                                                            |
| 31243 편성 | 2023년    | 운행 중        | 대한민국 최초의 전동차 대차분의 대차분이다.                |
| 31244 편성 | 2023년    | 운행 중        |                                                            |
| 31245 편성 | 2023년    | 운행 중        | 금천구청~석수 구간에서 승용차와 충돌사고를 당한 적이 있다. |
| 31246 편성 | 2023년    | 운행 중        |                                                            |
| 31247 편성 | 2023년    | 운행 중        |                                                            |
| 31248 편성 | 2023년    | 운행 중        |                                                            |
| 31249 편성 | 2023년    | 운행 중        |                                                            |
| 31250 편성 | 2023년    | 운행 중        |                                                            |
| 31251 편성 | 2024년    | 운행 중        |                                                            |
| 31252 편성 | 2024년    | 운행 중        |                                                            |
| 31253 편성 | 2024년    | 운행 중        |                                                            |
| 31254 편성 | 2024년    | 운행 중        |                                                            |
| 31255 편성 | 2024년    | 운행 중        |                                                            |
| 31256 편성 | 2024년    | 운행 중        | 이문차량기지에서 그래피티 테러를 당한 적이 있다.           |

### 6세대분
| 차호       | 도입 시기   | 운행 중단 시기 | 비고 |
| ---------- | ----------- | -------------- | ---- |
| 31257 편성 | 2028년 예정 | 제작 예정      |      |
| 31258 편성 | 2028년 예정 | 제작 예정      |      |
| 31259 편성 | 2028년 예정 | 제작 예정      |      |
| 31260 편성 | 2028년 예정 | 제작 예정      |      |
| 31261 편성 | 2028년 예정 | 제작 예정      |      |
| 31262 편성 | 2028년 예정 | 제작 예정      |      |
| 31263 편성 | 2028년 예정 | 제작 예정      |      |
| 31264 편성 | 2028년 예정 | 제작 예정      |      |
| 31265 편성 | 2028년 예정 | 제작 예정      |      |
| 31266 편성 | 2028년 예정 | 제작 예정      |      |
| 31267 편성 | 2028년 예정 | 제작 예정      |      |
| 31268 편성 | 2028년 예정 | 제작 예정      |      |
| 31269 편성 | 2028년 예정 | 제작 예정      |      |
| 31270 편성 | 2028년 예정 | 제작 예정      |      |
| 31271 편성 | 2029년 예정 | 제작 예정      |      |
| 31272 편성 | 2029년 예정 | 제작 예정      |      |
| 31273 편성 | 2030년 예정 | 제작 예정      |      |
| 31274 편성 | 2030년 예정 | 제작 예정      |      |
| 31275 편성 | 2030년 예정 | 제작 예정      |      |
| 31276 편성 | 2030년 예정 | 제작 예정      |      |
| 31277 편성 | 2030년 예정 | 제작 예정      |      |
| 31278 편성 | 2030년 예정 | 제작 예정      |      |
| 31279 편성 | 2031년 예정 | 제작 예정      |      |
| 31280 편성 | 2031년 예정 | 제작 예정      |      |
| 31281 편성 | 2031년 예정 | 제작 예정      |      |
| 31282 편성 | 2031년 예정 | 제작 예정      |      |
| 31283 편성 | 2031년 예정 | 제작 예정      |      |
| 31284 편성 | 2031년 예정 | 제작 예정      |      |
| 31285 편성 | 2031년 예정 | 제작 예정      |      |
| 31286 편성 | 2031년 예정 | 제작 예정      |      |
| 31287 편성 | 2031년 예정 | 제작 예정      |      |
| 31288 편성 | 2031년 예정 | 제작 예정      |      |
| 31289 편성 | 2031년 예정 | 제작 예정      |      |

## 현재 운행 노선
현재 수도권 전철 1호선 계통에서 운행하고 있다.
- ● 수도권 전철 1호선
  - 경원선: 연천 - 회기
  - 서울 지하철 1호선: 청량리(서울시립대입구) - 서울역
  - 경부선: 서울역 - 남영 - 천안
  - 경인선: 구로 - 인천
  - 병점기지선: 병점 - 서동탄
  - 장항선: 천안 - 신창(순천향대학)역

## 사고
- 2001년 11월 18일, 수도권 전철 1호선(경인선) 주안역 구내에서 516편성이 탈선하여 경인선 운행이 4시간 가량 중단됐다. 해당 편성은 서울철도차량정비창으로 옮겨져 약 1개월 동안 수리한 후 운행에 복귀하였다.
- 2007년 5월 12일, 수도권 전철 1호선(경부선) 영등포역 구내에서 519편성과 한국철도공사 4400호대 디젤 기관차 4404호가 2007년 영등포역 추돌 사고가 발생하였다. 이 사고로 519편성 5119호와 5719호가 폐차되고, 남은 차량은 한국철도공사 319000호대 전동차의 06~07편성으로 개조되었다.
- 2010년 5월 1일, 구로차량기지에서 한국철도공사 1000호대 전동차의 158편성과 575편성)이 충돌하던 사고가 발생했다.[26] 이 사고로 5075호(현 311074호)의 전면부가 일부 파손되었으며, 1058편성은 중간 프레임이 휘어 결국 폐차 처리되었다. 사고 후에 575편성(변경 후 574편성)은 문산차량기지 중수선에 입창되어 장기간 복구작업을 마치고 정상 운행 중이다.
- 2012년 2월 2일, 서울 지하철 1호선 서울역에서 청량리역으로 향하던 중 차량 고장으로 멈춰선 31158편성 열차를 뒤따라 오던 31171편성 열차가 구원기로 연결한 후 광운대역으로 밀어낸 과정에서 종로5가역 구내에서 31158편성 열차의 10량 중 9번째 칸이 탈선하였다.[27]
- 2012년 6월 3일, 수도권 전철 1호선(경부선) 천안역에서 운행을 마치고 인입선으로 들어가려던 31147편성 열차의 10량 중 일부가 탈선해 이 일대의 열차 운행이 9시간 가량 중단되었다.[28][29]
- 2015년 5월 19일, 인천역 승강장 인근 선로에서 311026호 전동차가 탈선하던 사고가 발생하였다.[30]
- 2016년 4월 13일, 오후 6시 5분쯤 봉명역 진입을 앞둔 상황에서 신창역발 청량리역행 K684 열차(31163편성)의 10번째 칸(311063호) 출입문 유리창 1개가 깨지는 사고가 발생하였다. 해당 전동차는 천안역에서 승객들을 다른 칸으로 이동시킨 후 병점역까지 운행하였으며, 이후 병점차량기지로 입고하였다.[31]
- 2016년 5월 9일, 오전 8시 51분 구로차량기지를 출발하여 용산역으로 회송되던 31102편성 전동차가 노량진역 인근 선로에서 탈선하던 사고가 발생하였다.[32]
- 2017년 5월 24일, 서울역에서 천안행 31112편성이 고장나서 1호선 운행이 40분이나 지연되어 구원열차 방식으로 구로차량기지로 입고하였다.
- 2017년 12월 14일, 인천역에서 양주행 31113편성이 온수역에서 오류동역가다가  선로 작업자를 치인 사건이 발생하였다.[33]
- 2020년 9월 16일에 오류동역에서 동인천발 용산 급행 열차로 운행 중이던 31204편성이 무게 20kg의 화차 발판과 충돌하던 사고가 발생하였다.
- 2021년 7월 24일, 노량진역에서 용산역으로 가던 31169편성이 한강철교 진입 직전 고장으로 멈춰서는 사고가 발생하였다. 사고가 난 69편성을 구원하기 위해 뒤따라오던 후속 열차인 95편성이 69편성을 구로차량기지로 회송시켰고, 현재는 수리 되어 정상 운행 중이다.
- 2022년 6월 20일, 신도림역에서 용산역급행 31183편성이 전차선 장애로 인하여 팬터그래프를 포함한 일부 부품이 폭발하는 사고가 발생하였다.
- 2022년 10월 2일 남영역을 출발한 천안발 청량리급행 31203편성이 고장으로 멈춰서는 사고가 발생하였다.
- 2023년 12월 15일 용산역을 출발한 청량리발 천안급행 31201편성이 고장으로 2시간 동안 멈춰서는 사고가 발생하였다.
- 2024년 1월 3일 온수역을 통과해서 역곡역으로 가던 311032편성이 오후 5시 54분쯤 온수역에서 역곡역으로 통과 중이던 동인천급행 열차가 폭발음과 함께 불꽃을 일으켰다. 이 사고로 열차에 타고 있던 승객 500여 명이 10여 분 동안 정차한 채 대기하였으며, 역곡역에서 환승하는 소동이 일어났다.[34]

## 사진

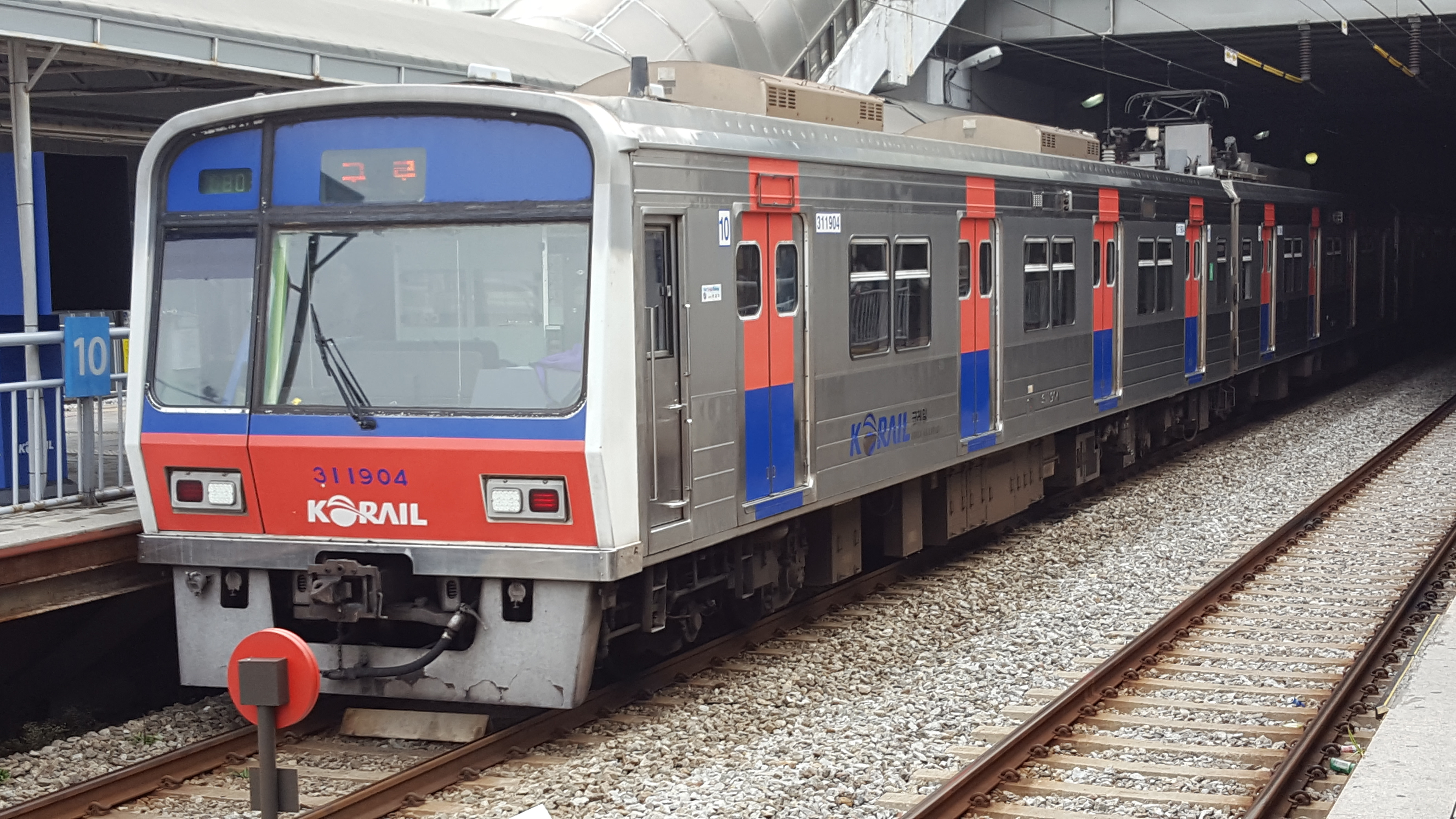
31104편성 (현재는 폐차)
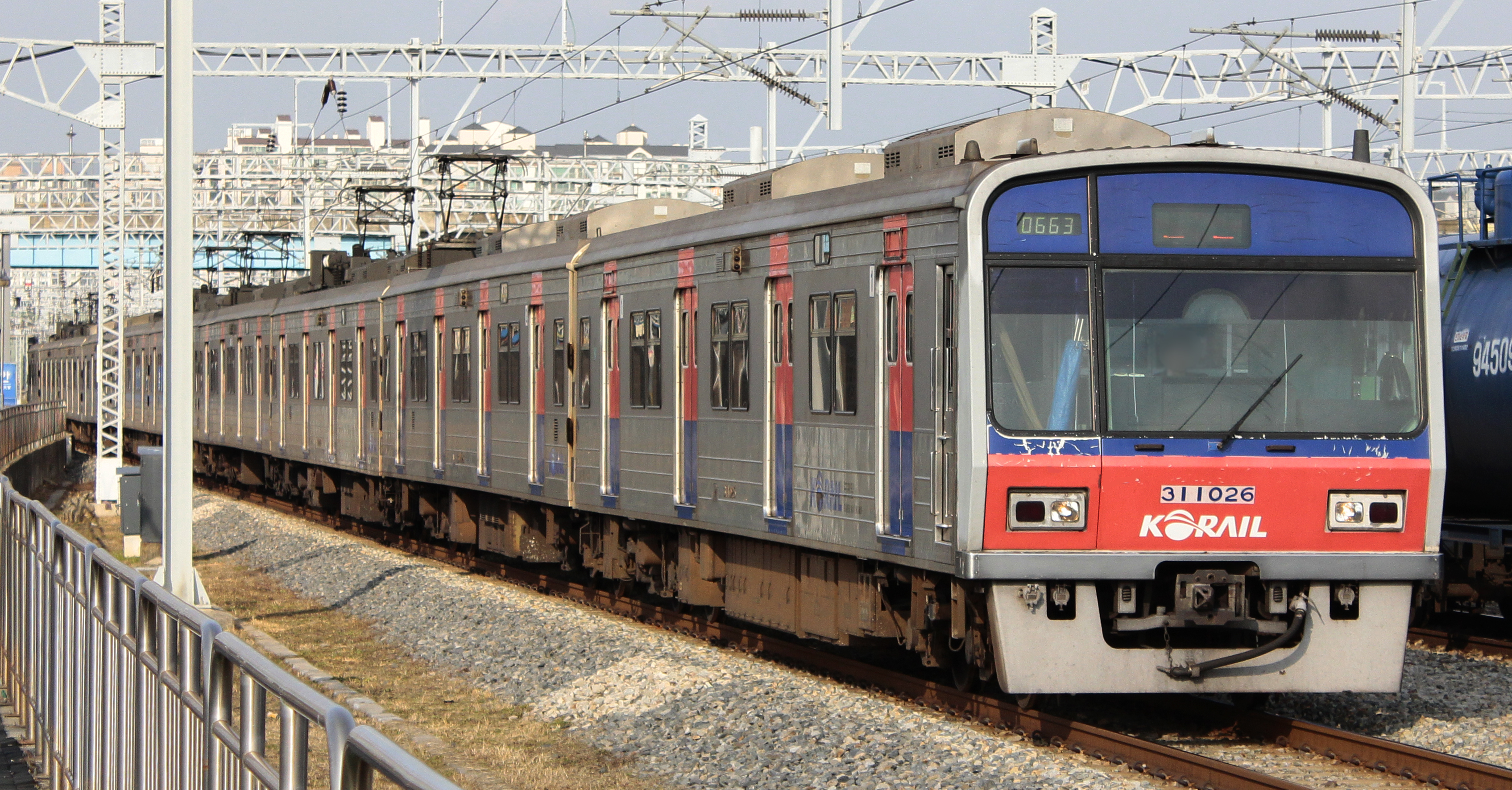
31126편성 (현재는 폐차)
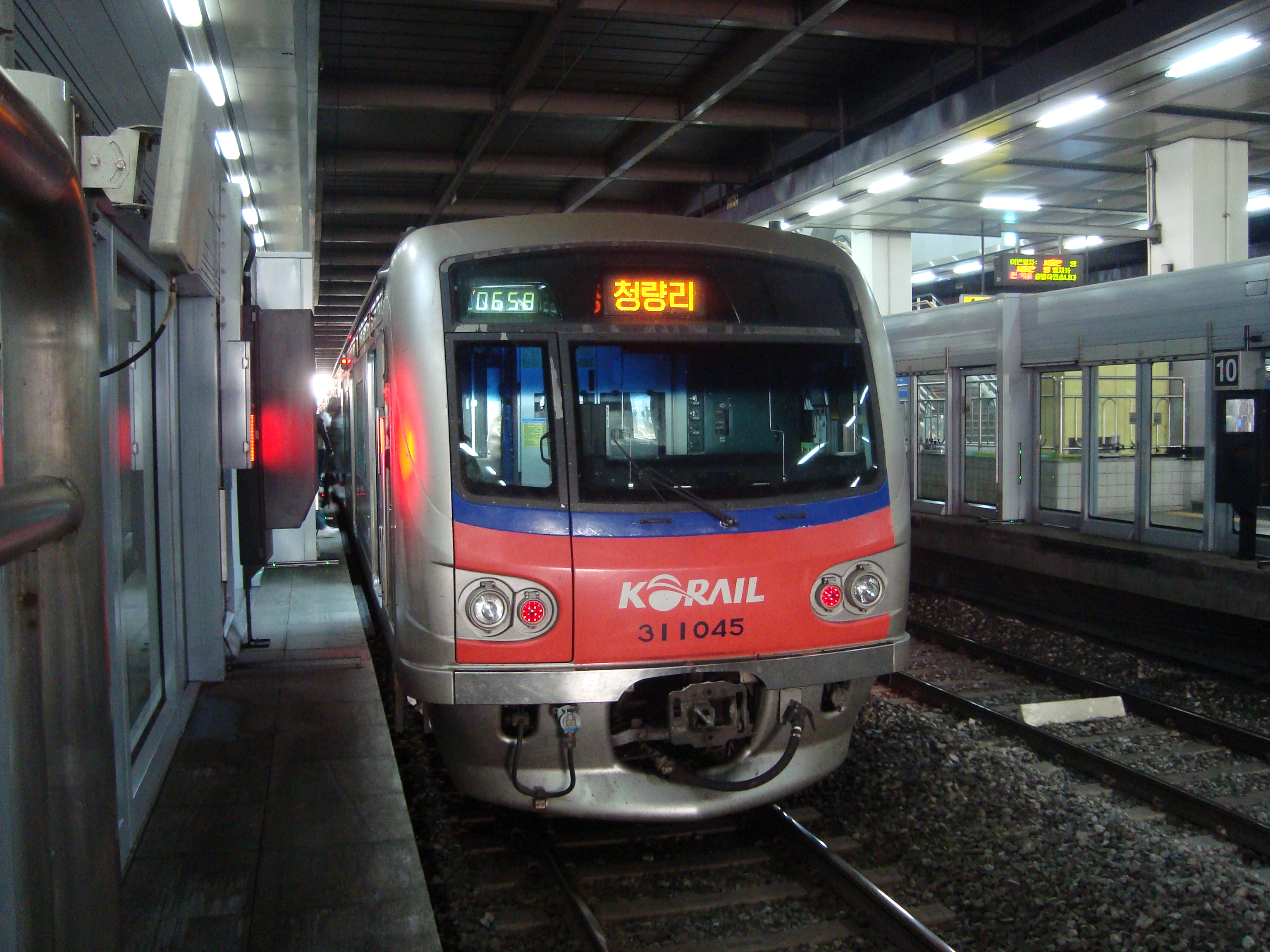
31145편성
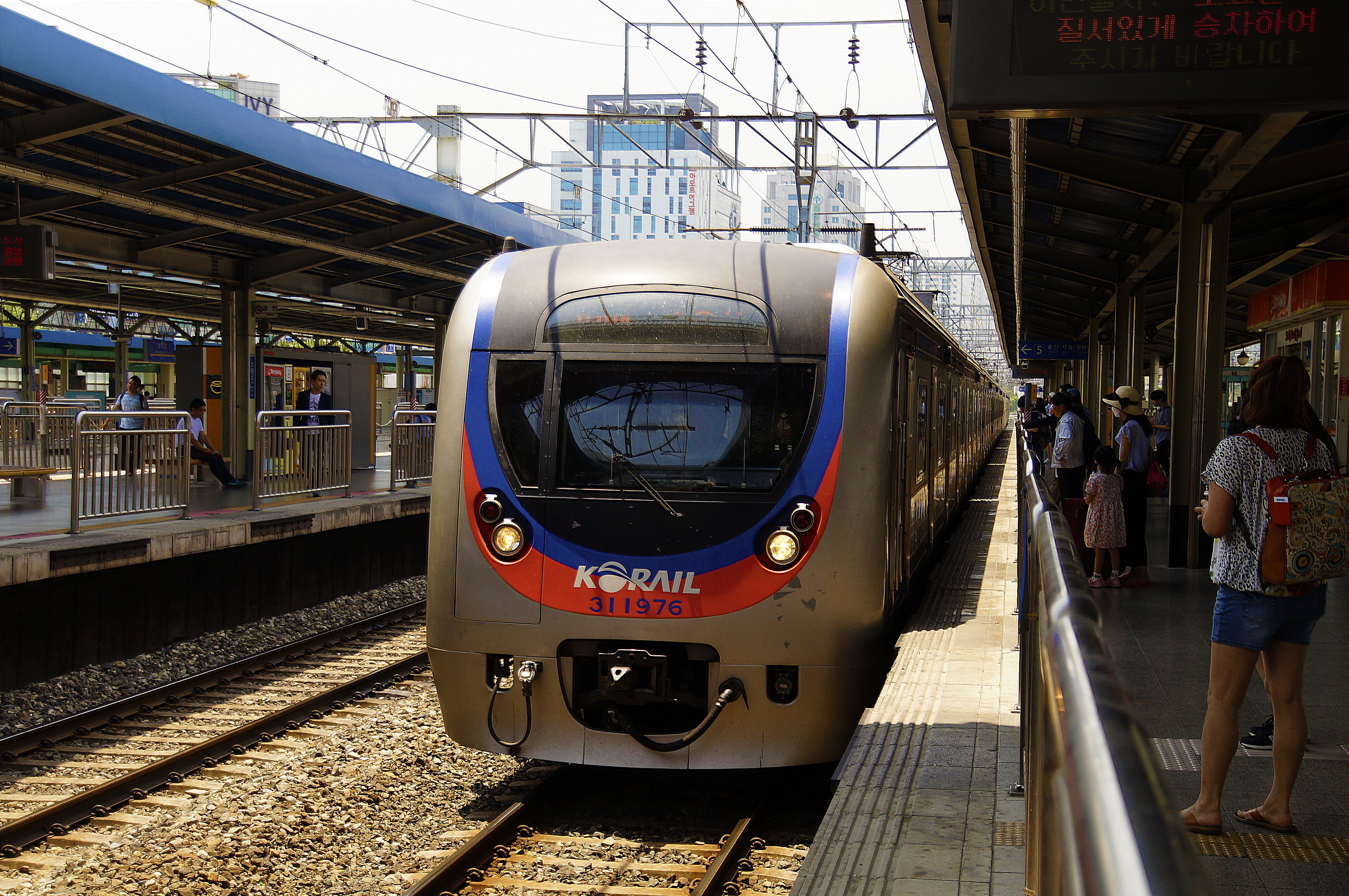
31176편성
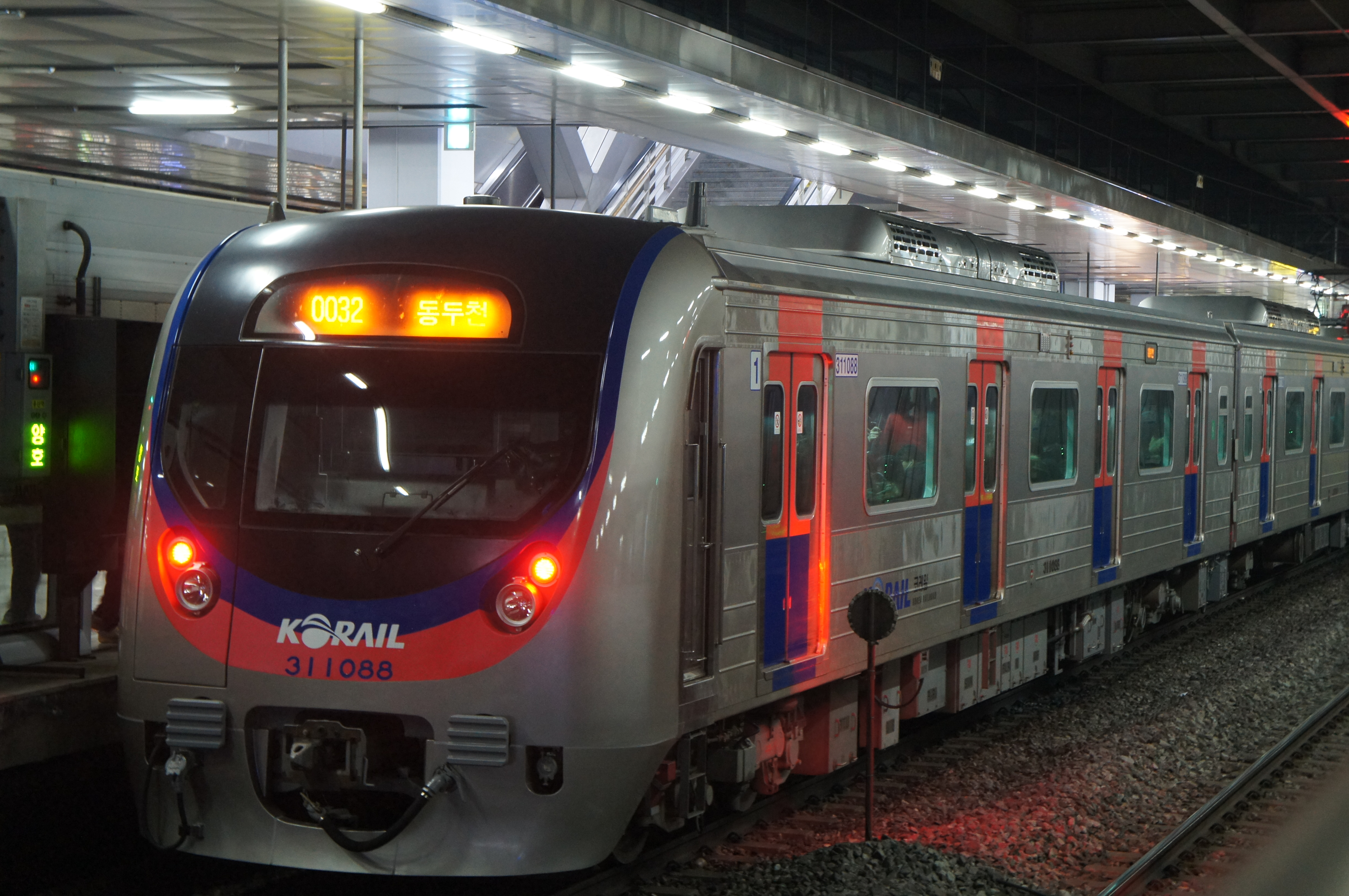
31188편성
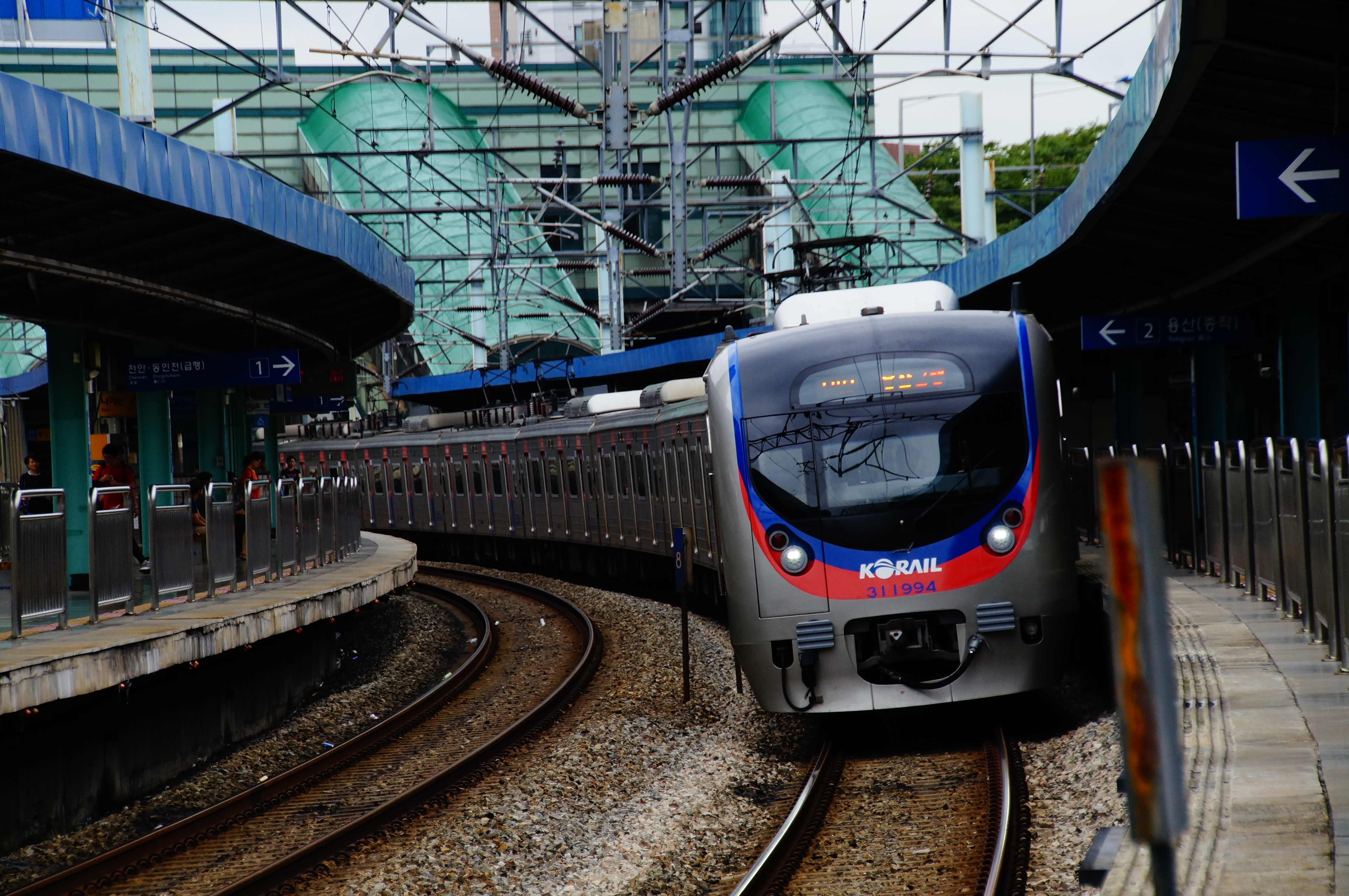
신길역에 진입하는 31194편성
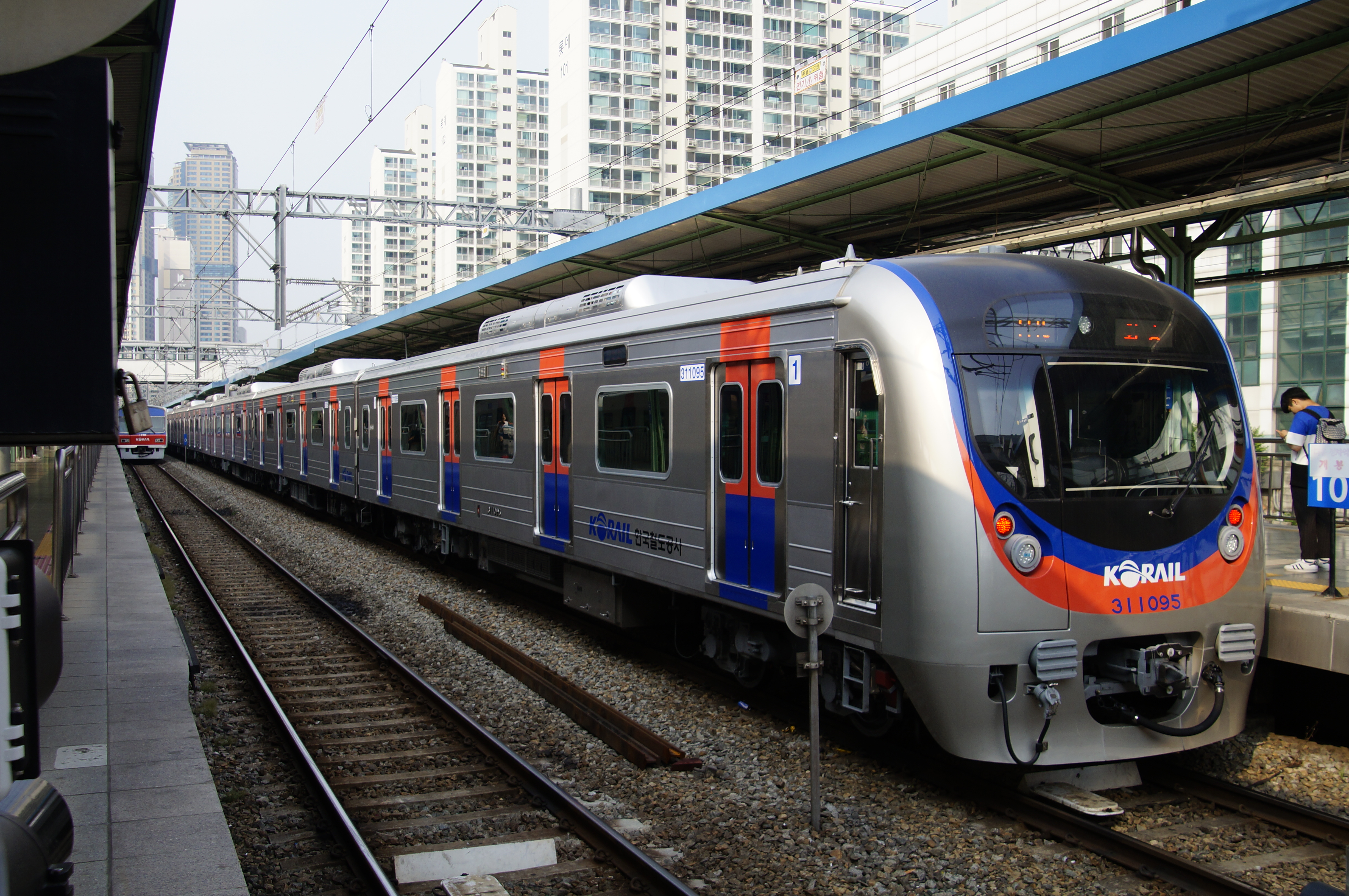
구로역에 진입하는 31195편성
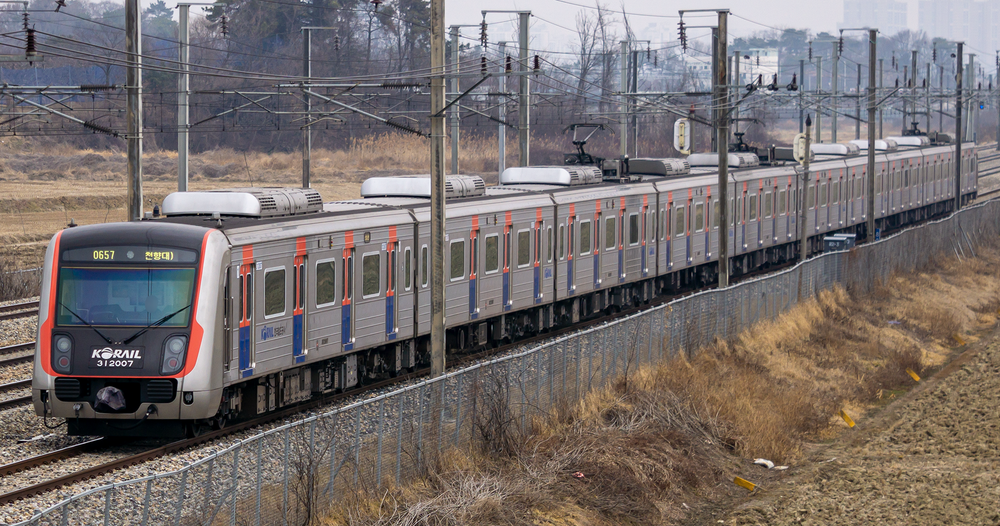
신창행 31207편성
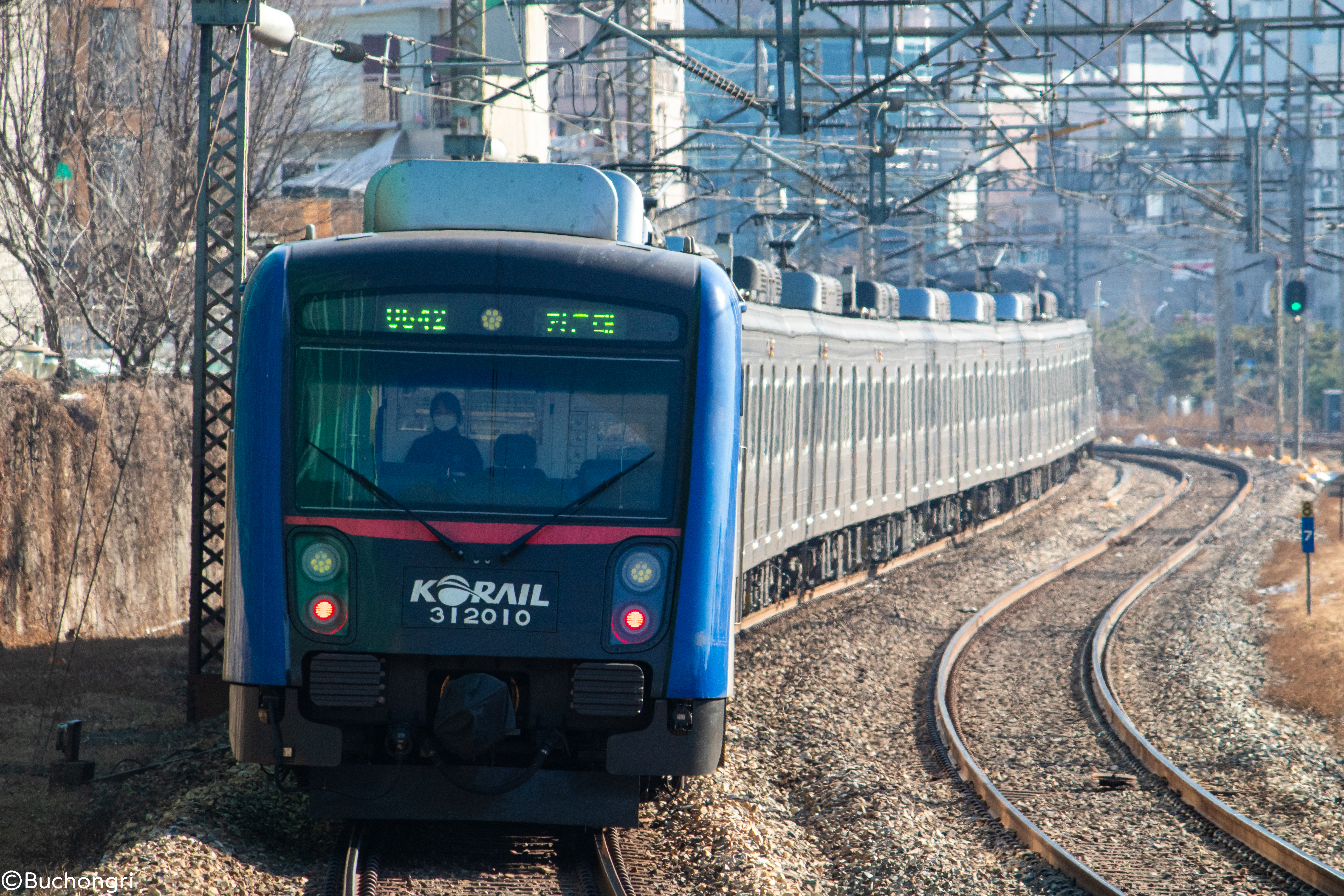
광운대행 31210편성
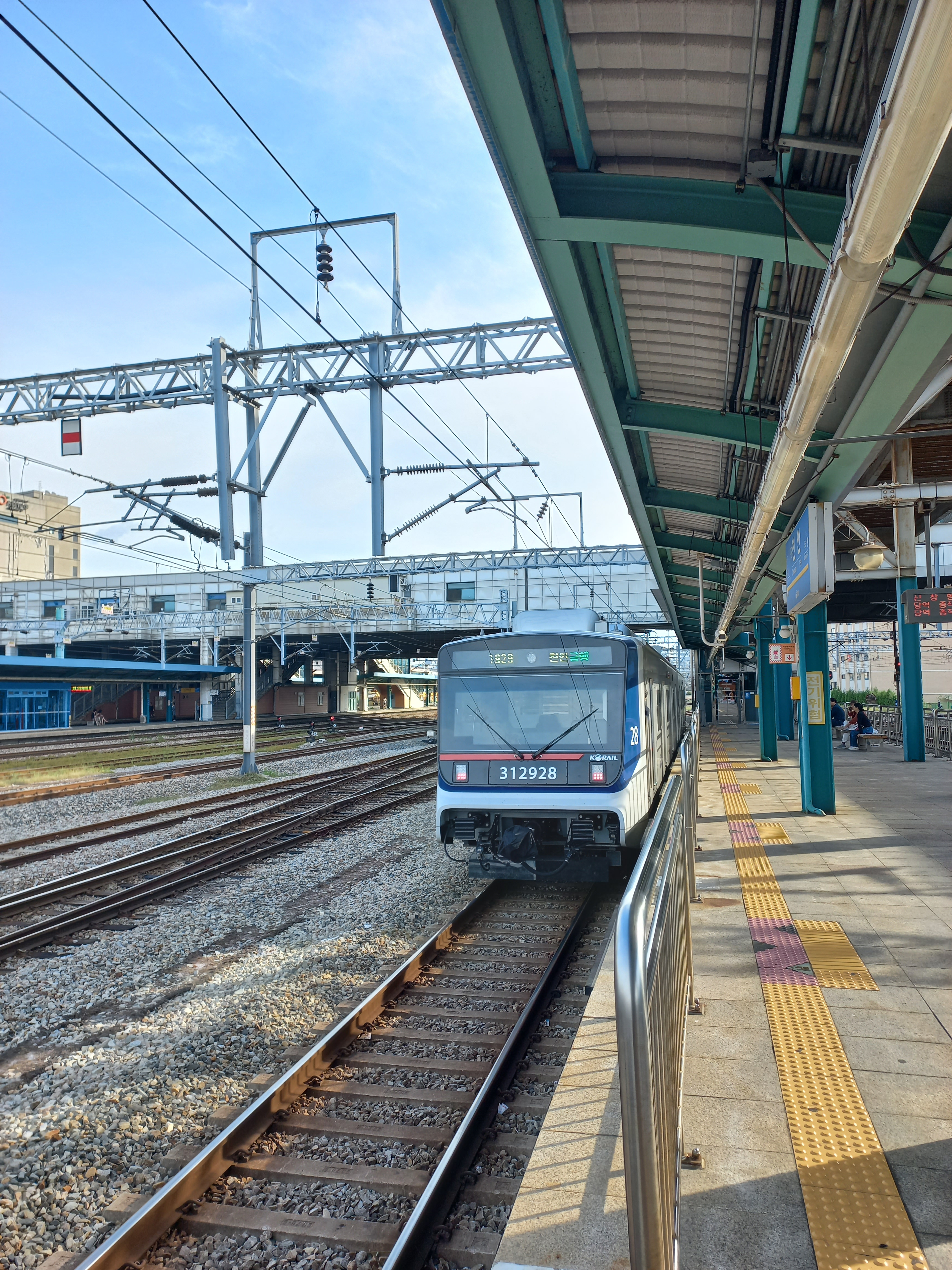
천안 급행 31228편성
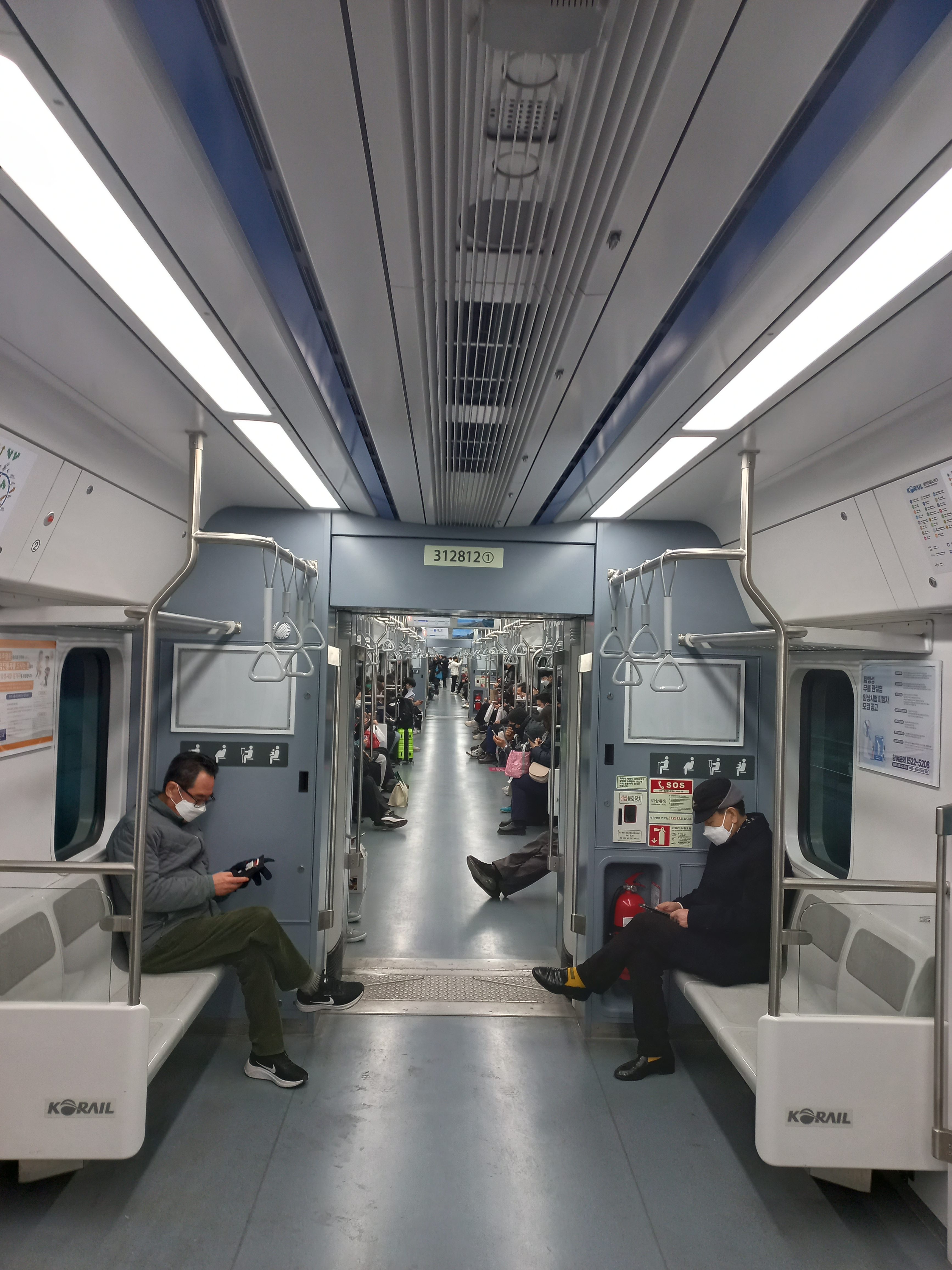
312812호 객차 내부
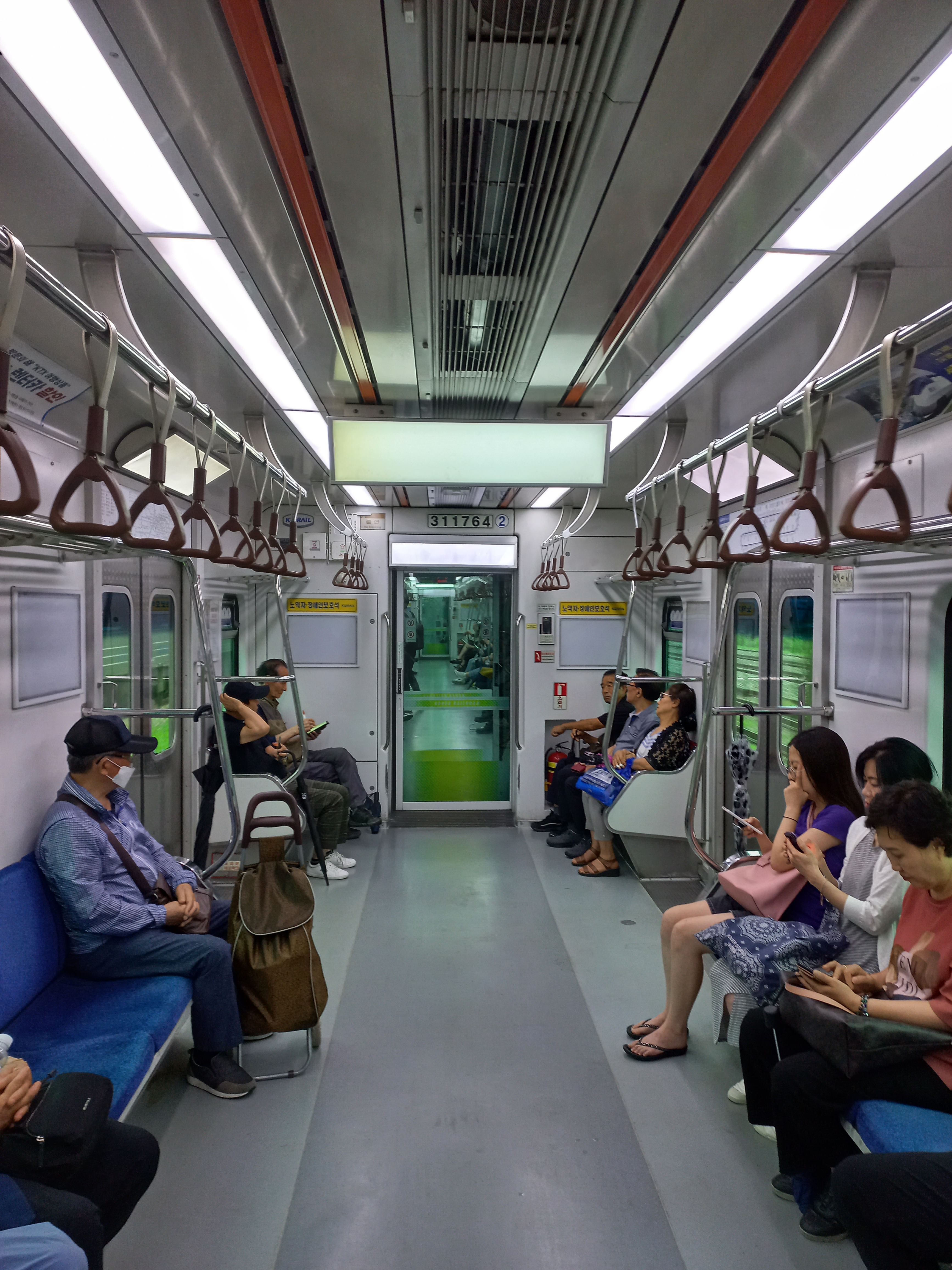
31164편성 내부
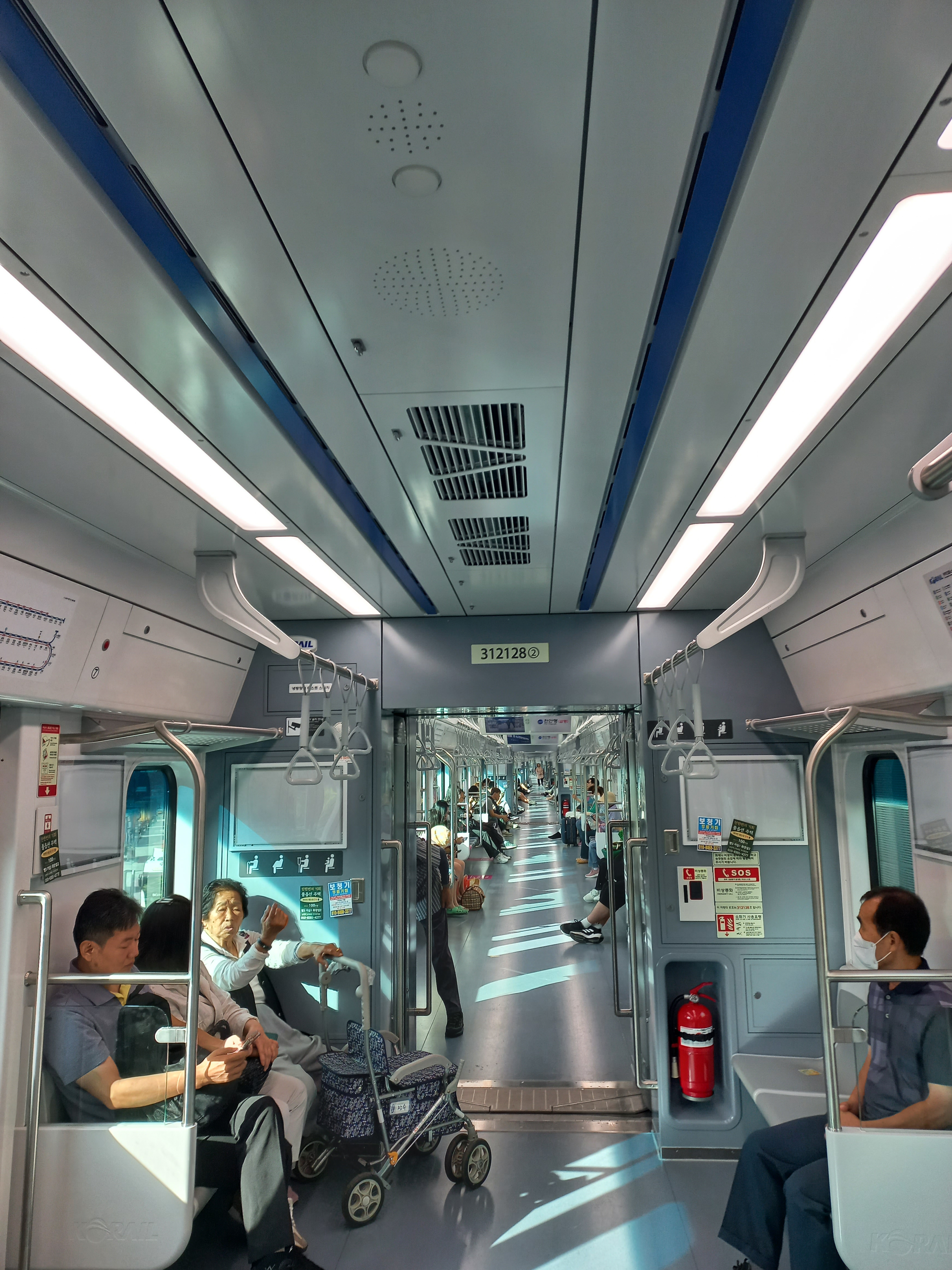
31228호 객차 내부
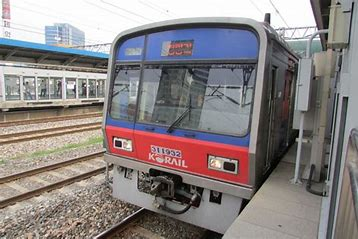
31132편성
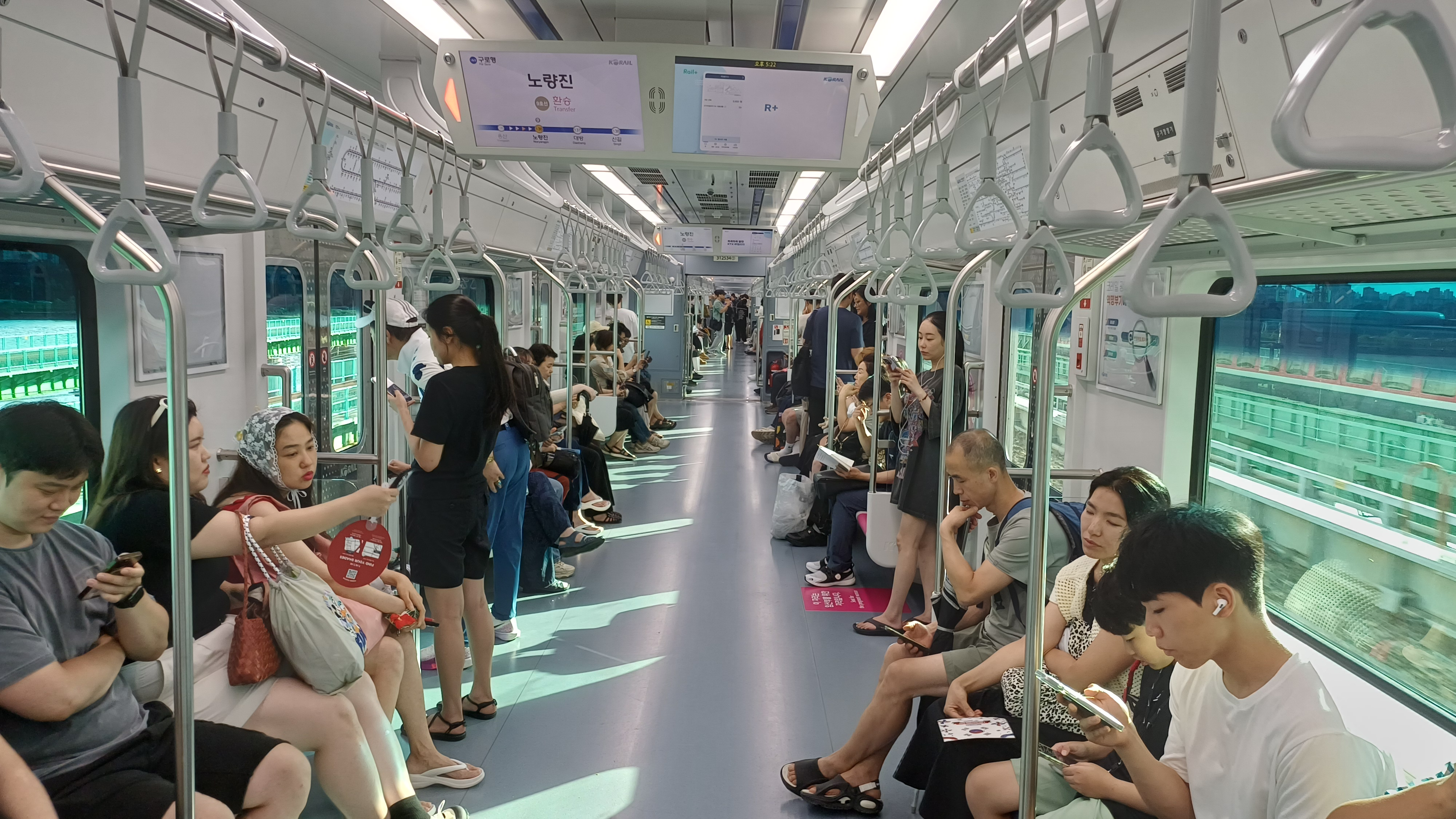
31234편성 내부

## 같이 보기
- 한국철도공사
- 수도권 전철 1호선
- 한국철도공사 319000호대 전동차
- 한국철도공사 341000호대 전동차
- 한국철도공사 351000호대 전동차